# Dødvandet i Sydlige Palæstina

Dødvandet i sydlige Palæstina var et halvt år, hvor det britiske egyptiske ekspeditionskorps (EEF) og den osmanniske hær stod overfor hinanden under 1. Verdenskrig, uden at det kom til større slag. De to hære stod overfor hinanden langs en front, som strakte sig fra Gaza til Beersheba under Sinai og Palæstina-felttoget, hvor ingen af parterne kunne tvinge den anden til at trække sig tilbage. Dødvandet varede fra det britiske nederlag i det andet slag om Gaza i april 1917 til det egyptiske ekspeditionskorps indledte sin offensiv med slaget om Beersheba den 31. oktober 1917.
Inden dødvandet begyndte, var enheder fra den osmanniske 4. armé blevet tvunget ud af Sinai-halvøen ved en række britiske sejre: slaget ved Romani i august 1916, slaget ved Magdhaba i december og slaget ved Rafah i januar 1917. Det egyptiske ekspeditionskorps fulgte op på disse sejre ved at foretage to forsøg på at erobre Gaza: Første slag om Gaza i marts og Andet slag om Gaza i april. De to osmanniske sejre stoppede ekspeditionsstyrkens forsøg på at invadere det sydlige Palæstina og førte til dødvandet.
Under dødvandet holdt den egyptiske ekspeditionsstyrke stillinger på kanten af Negev ørkenen, mens begge parter var optaget af fortsat skyttegravskrig og imødegik patruljering af den åbne flanke. Begge benyttede sig af lejligheden til at reorganisere deres styrker, skifte hærførere, træne og forberede sig på fremtidige slag. Det mundede ud i at den egyptiske ekspeditionsstyrke erobrede Jerusalem i december 1917.

## Britiske nederlag ved Gaza
Efter det første britiske nederlag ved Gaza i marts 1917 havde chefen for Den østlige styrke, generalløjtnant Charles Macpherson Dobell, afskediget lederen af 53. division, generalmajor A.G. Dallas, mens divisionen blev overført fra Ørkenkolonnen. Men efter det andet nederlag den 21. april havde general sir Archibald Murray til gengæld afskediget Dobell og forfremmet lederen af Ørkenkolonnen, generalløjtnant Philip Chetwode, til Dobells post. Chetwode blev afløst af Harry Chauvel, som blev forfremmet fra at lede den beredne Anzac division, mens Edward Chaytor, lederen af den beredne newzealanske riffelbrigade, blev forfremmet til at erstatte Chauvel. General Murray blev imidlertid også frataget kommandoen over den egyptiske ekspeditionsstyrke i juni og blev sendt tilbage til England.
Med ryggen mod Negev-ørkenen var ekspeditionskorpset efter dets nederlag i det andet slag om Gaza så heldig, at de osmanniske styrker ikke indledte et storstilet modangreb, da et sådant angreb sandsynligvis ville have tvunget ekspeditionsstyrken til at trække sig langt tilbage. Alligevel stod ekspeditionsstyrken overfor en øjeblikkelig udfordring med at sikre de stillinger, den holdt ved afslutningen af slaget og med at reorganisere og forstærke sine alvorligt svækkede infanteridivisioner.
Briterne havde næsten 4.000 tab ved det første slag om Gaza, og over 6.000 ved det andet. Disse tab skulle håndteres. De døde skulle begraves og deres personlige effekter oplagres eller sendes hjem, og de sårede skulle plejes. I mellemtiden blev jernbanen, som havde nået Deir el Belah inden det andet slag om Gaza, forlænget med et sidespor til Shellal.
Da ekspeditionsstyrken trak sig tilbage efter det andet slag om Gaza, gik den beredne newzealanske riffelbrigade i stilling ved Tel el Fara ved Wadi Ghazza, 8 km syd for Gaza, hvor den gravede skyttegrave i tilfælde af et modangreb.
Begge parter byggede omfattende skyttegravssystemer, som var særligt stærke, hvor de var tættest på hinanden, for at forsvare linjen mellem Gaza og Beersheba. Disse skyttegrave mindede om dem på Vestfronten, bortset fra at de ikke var så omfattende og havde en åben flanke.
De to skyttegravslinjer lå med en afstand på mellem 350 - 2.250 meter over en 50 km lang front fra Sheikh Ailin ved Middelhavet til Sheikh Abbas og til Tel el Jemmi og Beersheba. Men fra et punkt lige efter Sheikh Abbas blev den ubrudte skyttegravslinje erstattet af en række befæstede støttepunkter, da den osmanniske linje fortsatte mod sydøst langs vejen mellem Gaza og Beershebe, mens ekspeditionsstyrkens linje fulgte Wadi Ghazza og drejede mere skarpt sydpå, så den lå 14 km syd for den osmanniske linje.

## Situationen efter slagene om Gaza

### Tyske og osmanniske styrker
Efter det andet slag om Gaza bestod den osmanniske 4. armé af 174.908 mand, 36.225 heste o. lign., 5.351 kameler og armeen var udstyret med 145.840 rifler, 187 maskingeværer og 282 stykker artilleri. 4. armés fem korps var ansvarlige for garnisonering af Palæstina, nordkysten af Syrien og Hejaz-jernbanen.
De strategiske prioriteter, som var opstillet af Enver Pasha og den osmanniske generalstab, gik ud på at bruge denne styrke til at trænge den egyptiske ekspeditionsstyrke tilbage til Suez-kanalen og generobre Bagdad og Mesopotamien foruden Persien, idet de i satte deres lid til "ikke eksisterende interne kommunikationslinjer" og "kroniske mangler i det strategiske transportsystem." I 1917 blev de tyrkiske 54. og 59. infanteridivisioner i Palæstina og Syrien afviklet. Skylden for tabet af disse to divisioner blev lagt på problemer med forsyning som følge af den enkeltsporede, ufærdige jernbanelinje fra Tyrkiet, som ikke blev færdig gennem Taurusbjergene og Nurbjergene før 1918. Trods disse mangler var den osmanniske armé efter de to sejre ved Gaza "meget styrket i både styrker og moral."
Få uger inden slaget om Gaza i april havde General Kress von Kressenstein, den tyske feltherre under Djemal Pasha, tilføjet den 7. og 54. division i forstærkninger til den 3., 16. og 53. division, som han havde i forvejen. Denne styrke blev reorganiseret i to korps, som skulle holde linjen mellem Gaza og Beersheba: 20. korps med 16. og 54. division, 178. infanteriregiment og 3. kavaleridivision og 22. korps med 3., 7. og 53. infanteridivision.
Den 50 km lange osmanniske front strakte sig mod sydøst fra Gaza og dominerede området mod sydvest, hvor den egyptiske ekspeditionsstyrke var spredt i det åbne, lavtliggende forrevne land, som var gennemskåret af mange wadier. Fra Gaza til Beersheba "strakte denne front sig ubrudt over næsten 50 km." Store forsvarsposter langs linjen, såsom Rijm el Atawineh og Aba Hareira, kunne støtte hinanden da de havde udsigt til en næsten flad slette. Det gjorde frontalangreb mod dem næsten umulige. Mellem Gaza og Aba Hareira, ved Wadi el Sheria og halvvejs til Beersheba, var de osmanniske stillinger særligt stærke. Selv om disse forstærkede stillinger ikke strakte sig til Beersheba, betød kraftige befæstninger, hvoraf nogle var sprængt i klipperne, gjorde den isolerede by til en fæstning.
Nærmest ved Gaza var 3. division i Kress von Kressensteins 4. armé indsat i forsvaret af Gaza, og forsvarsstillingerne strakte sig fra Samson-højderyggen 3 km sydvest for Gaza, langs Beersheba vejen til Khashm el Bir og Khashm Sihan. Derfra blev de osmanniske stillinger langs vejen holdt af 53. division, mens 79. regiment forsvarede fæstningsværker, som havde forbindelse til to bataljoner af 16. division, som holdt Tel esh Sheria, 24 km fra Gaza og halvvejs langs forsvarslinjen, mens den osmanniske kavaleridivision var indsat nær Huj 16 km øst for Gaza.
Nye troppeforstærkninger til styrkeopbygningen blev inddraget i den organisatoriske omstrukturering, som resulterede i opstillingen af Yildirim armegruppen og 7. og 8. armé. Nye enheder blev trænet i nye kampformer, som var udviklet på Vestfronten og gennemførte manøvrer med blandede styrker. Blandt de nyankomne var erfaringerne i 7. infanteridivision, som senere blev en del af 8. armé, typisk. Denne division forlod Konstantinopel den 17. januar 1917, og i midten af april blev den reorganiseret i Aleppo, inden den rejste via Jerusalem til Beersheba, hvortil den ankom mellem 7. og 14. maj 1917. Mens den var i Jerusalem i begyndelsen af maj, begyndte divisionens 20. infanteriregiment træning på kompagni-niveau, og efter at være ankommet til Beersheba var den i reserve og gennemførte træning, som var tilpasset området indtil slutningen af juni, hvor den blev indsat på fronten og trænede fortsat i brug af håndgranater og morterer, befæstning, rekognoscering og contra-rekognoscering. Divisionens 21. infanteriregiment fik tilsvarende træning.
Fra 28. juni til 10. august blev 7. division og efterhånden alle osmanniske infanteridivisioner i Palæstina, reorganiseret så en fjerdedel af deres riffelstyrke, et kompagni ud af hver fire, blev udstyret med lette maskingeværer. Det forøgede deres ildkraft og styrkede deres offensive og defensive evner. Hertil kom, at Kress von Kressenstein, som havde kommandoen over forsvaret mellem Gaza og Beersheba, gav ordre til at opstille enheder på linje med de tyske Stosstruppen. 7. division opstillede en angrebsdeling med 50 mand den 17. juli 1917.
Den centrale træningsfacilitet lå ved den osmanniske hovedbase Tel esh Sheria, midtvejs mellem Gaza og Beersheba, efter at være flyttet nordpå fra Hafir el Auja, i begyndelsen af 1917, da den egyptiske ekspeditionsstyrke nærmede sig Gaza. Skolen havde tyske og østrigske instruktører foruden erfarne osmanniske officerer fra de europæiske fronter i Galicien, Rumænien og Makedonien. Der blev afholdt kurser i taktik og i de våben, som blev anvendt på Vestfronten. Ledende officerer fik et 15 dages kursus, og divisionsofficerer fik et seks ugers kursus, som havde fokus på brugen af maskingeværer, "som var af vital betydning for de nye reorganiserede osmanniske infanteribataljoner." Artilleritræningen omfattede også up-to-date metoder og taktik.

### Egyptiske ekspeditionsstyrke
Ekspeditionsstyrkens styrke, som havde været tilstrækkelig til en fremrykning i Palæstina var blevet decimeret i de to slag om Gaza. 52., 53. og 54. infanteridivision, som havde rapporteret at de manglede 1.500 mand i at være ved fuld styrke inden slagene, mistede yderligere 10.000 i de to slag. Tre måneder senere var de stadig 5.150 infanteri og 400 ryttere under fuld styrke. Der ville være behov for en langt større styrke for at besejre de stærkt forskansede og nyligt forstærkede osmanniske stillinger.
Permanente stillinger blev bygget fra havet ved Gaza til Shellal ved Wadi Ghazza. Fra Shellal strakte en let forskanset linje sig til El Gamli, inden den fortsatte 11 km sydpå til Tel el Fara. Den vestlige sektor strakte sig næsten til Tel el Jemmi og var stærkt forskanset og dækket med pigtråd og blev forsvaret af infanteri. Ørkenkolonnen havde ansvar for forposter og patruljer på den åbne slette, som strakte sig syd og øst for den østlige flanke, og for at genere de osmanniske styrker ved enhver given lejlighed, samtidig med at brønde og cisterner blev kortlagt.
Den åbne østlige flanke blev domineret af Wadi Ghazza, som kun kunne krydses fem steder og fra stranden ved Middelhavet. De var den vigtigste overgang på vejen mellem Deir el Belah og Gaza; Tel el Jemmi overgangen, som var blevet anvendt under det første slag om Gaza; Shellal overgangen på vejen mellem Khan Yunis og Beersheba samt Tel el Fara overgangen på Rafah til Beersheba-vejen. Vanskelighederne med at krydse wadien andre steder skyldtes de 15-18 meter høje bredder, som var skåret ned i sletten af vandet, når det skabte oversvømmelser 2-3 gange om året. Under dødvandet blev der bygget talrige nye overgange.
Man kunne se over den åbne østlige flanke fra toppen af de "underligt formede høje af opgravet jord" ved Shellal. To tels, der angav mulige placeringer af antikke byer, stod højt over sletten og gav også udmærket udsyn. Den spektakulære, fladtoppede Tel el Jemmi, med dens stejle sider, en side faldt ned mod Wadi Ghazza, kunne ses kilometer væk. Den havde været brugt som udkigspost under det første slag om Gaza. Tel el Fara, på Rafa til Beersheba vejen var en fremtrædende fladtoppet bakke med skrånende sider 11 km længere mod syd og var omkring 25 km inde i landet midten på fronten mellem Gaza og Beersheba. Denne store bakke ved Wadi Ghazza ved Shellal mente man var bygget af korsfarerne i det 13. århundrede som en observationspost, og den gav et "uindskrænket udsyn flere kilometer mod nord og øst." Ved foden af Tel el Fara kunne man se store sten støttepiller, og adskillige forløb af tilhuggede sten kunne ses ved vandoverfladen.
Vest for Wadi Ghazza blev en reservelinje langs den gamle kamplinje holdt af en infanteribrigade. Øst for Wadi Ghazza bestod fronten af 25 skanser hver bemandet med en deling bortset fra skanse 2, 11 og 12, som havde to delinger hver. Disse skanser, som var beskyttet med pigtråd på forsiden dannede skyttelinjen mellem Gamli og Hiseia 10,8 km mod nord. Hertil kom, at fronten var forstærket med en støttelinje af skyttegrave 275 meter bag skyttelinjen langs den østlige bred af Wadi Ghazza. En uafbrudt linje af forhindringer med huller til de vigtigste veje strakte sig 10 km mod syd. Denne kamplinje blev holdt af en infanteridivision, som var indsat ved fronten med en brigade og en artilleribrigade, den sidste placeret langs den vestlige bred af Wadi Ghazza, hvorfra kanonerne kunne "stryge området foran kamplinjen"
Angreb skulle imødegås kraftigt. Hver garnison af frontlinje infanteri skulle forstærkes fra støttelinjen i tilstrækkeligt antal til at erstatte tab. Hvis en skanse gik tabt, skulle den generobres "straks", enten gennem et bombeangreb eller ved at angreb over åbent terræn.
Chauvels Ørkenkolonne fik ansvaret for den åbne østlige flanke, som fortsatte fronten gennem ingenmandsland sydvest til for Beersheba. "Kolonnechefen ønsker at understrege behovet for den mest ihærdige aggressive indsats og at minde alle ledere om, at deres heste gør det muligt for dem hurtigt at omgå fjendens linje - hvilket bør være det eneste mål med enhver operation." Når de fik ordren, skulle den beredne imperiedivision, som lå i reserve, straks sadle op og rykke til vejkrydset 1½ km syd for El Melek, hvor de ville få ordrer fra Ørkenkolonnens hovedkvarter, som også ville rykke frem. Det ville være vigtigt, at beredne enheder kom i kamp så langt mod øst eller syd som muligt. Alt ville blive gjort for at gøre Um Siri til El Buqqar linjen umulig at holde for angriberne, og ved ethvert møde skulle det osmanniske kavaleri "udsættes for en hård behandling".
Rekognosceringsfly arbejdede fra april på at levere luftfotografier til at opdage og korrigere de eksisterende kort, hvoraf de bedste var lavet i 1881 af løjtnant Horatio Kitchener, R.E., og løjtnant Claude Conder for Palestine Exploration Fund. Royal Flying Corps fotograferede hundredvis af kvadratkilometer og tog fyldestgørende billeder af linjen mellem Gaza og Beersheba, og de blev brugt af Royal Engineers fra hærens hovedkvarters opmålingskompagnier til at lave stadigt reviderede kort, som viste ændringer i de osmanniske stillinger. Ændringer blev også straks meddelt til chefen i området.

### Leveforhold
Lejrlivet i det fri om sommeren med knaphed på mad, sandfluefeber, de jævnlige varme ørkenvinde kendt som khamsin, der strøg ind fra Negev-ørkenen og hvirvlede skyer af pulveriseret vejstøv op, gjorde livet næsten uudholdeligt for begge styrker. En yeomanry officer rapporterede: "en ny smeltende dag" den 16. maj 1917, under en hedebølge med temperaturer på over 49° målt inde i et telt.
 ... sommeren efter slagene ved Gaza gik hårdt ud over ekspeditionsstyrken. Den uundgåelige hede, hyppige khamsiner, det altid tilstedeværende støv, kampen mod fluer og lus, kedsomheden, hvorfra selv fare var en lettelse, den ensformige mad - alt bidrog til at slide på hæren. I det let beredne var der få, som ikke led af betændte sår, sandfluefeber florerede, en regimentslæge konkluderede, efter at have undersøgt mændene i sit regiment, at en ud af tre led af forstørret hjerte.

 — Erfaringer fra en regimentslæge i det egyptiske ekspeditionskors
Ekspeditionsstyrkens rationer var kendt for deres ensformighed og dårlige kvalitet. Når de var i lejr var ris, ærter, dadler, grød, syltetøj, brød, kød og brødbudding til rådighed, mens sardiner, pærer, chokolade, pølser, mælk, café au lait, kakao og kiks kunne købes i hærens kantiner. Men under operationer overlevede soldaterne i lange perioder på "jernrationer" i dåser med hakket oksekød og kiks, som kun sjældent blev varieret med stuvning lavet af presset oksekød med løg. Dåsestuvning, som bestod af kød og fortrinsvis turnips og gulerødder var ind imellem til rådighed. Te blev drukket ved enhver lejlighed fra tidlig morgen under en rast og i lejr.
I ekspeditionsstyrken var troppernes eneste pauser hvileperioderne ved Middelhavets kyst. hvor en bivuak blev rosende beskrevet af Joseph W. McPherson, en officer i kameltransportkorpset.
"Moralen ved fronten i Palæstina var et problem for den osmanniske hærledelse". Især de arabiske enheder var "deprimerede", hvilket gjorde dem "sårbare overfor fjendtlig propaganda." Lav osmannisk moral blev forklaret med logistiske problemer, som skabte mangel på mad og vand i den forfærdeligt varme sommer i 1917, hvor postvæsenet, orlov og sundhedsvæsen især haltede og deserteringer plagede enheder, der blev sendt ud i ørkenen."

#### Støv
I løbet af sommeren blæste den hede sydlige Khamsin vind i dagevis, som "pust fra en esse". Den blæste så kraftigt, at telte og markiser blæste om og efterlod sanddynger og støv, som endda kunne blokere jernbanelinjen.
Det fine støv omkring Gaza blev anset for at være værre end det bløde tunge sand, som i en sandstorm, rammer huden som glødende nåle og fyldte øjne, ører, nære og mund. Støvet blev hvirvlet op af en havbrise, som begyndte omkring kl. 10 fra vest eller nordvest og fortsatte med at blæse indtil det blev mørkt. Imens indåndede soldaterne støv og blev omhyllet af støv mens de sov i deres bivuakker. Sand og støv trængte ind alle steder, men sandet var væsentlig nemmere at håndtere, da det "altid var rent og nemt at rysse ud", men den "beskidte og ækle støvsky" klæbede til svedig hud.
Området bag frontlinjen var genstand for konstant trafik, som brød gennem overfladen på alle veje og stier i området, og de blev til 30 cm eller dybere lag af fint støv. Støvet blev hvirvlet op af selv en let vind og dækkede alt hvad der bevægede sig i en hvid sky. Da sådanne skyer på flodsletten var et sikkert tegn på troppebevægelser, blev ingen offensive bevægelser foretaget i dagslys. "Støvet som hvirvles op af hestene er forfærdeligt og måltider er en prøvelse."
Med 30.000 tropper på et begrænset område med let leret jord i sommertørken, blev der taget skridt til at styre støvproblemet. I nærheden af lejre blev al trafik indskrænket til at benytte bestemte hovedveje og stier, som blev fejet rene, og havde trådnet spændt ud over sig. Dyngen af støv i siden af vejen blev formet til et "fortov" på begge sider, med brædder placeret placeret mod fortovet, for at vise vejen frem.

#### Betændte sår
betændte sår blev almindelige i ekspeditionsstyrken i sommeren 1917. I juli led 22% af soldaterne i den beredne Anzac division af disse sår, og antallet voksede i august. Skylden for disse betændelser fik først og fremmest den dårlige mad, som manglede afveksling, grøntsager og rent vand. Myggestik bidrog til forekomsten af betændte sår, men fluerne var hovedårsagen til at mindre sår og rifter blev betændte.Fluerne var overalt i mændenes drikkevarer, mad og telte. Sårene, som gav hævelser på skindet opstod ofte efter små skader på hænderne. De var smertefulde og svære at kurere uden brug af antiseptiske midler, de var ikke nemme at bruge i felten. Hovedparten af folkene havde sår på hænder og i ansigtet, og måtte have bandager, som gjorde dem deprimerede og irriterede. På hænderne gjorde disse forbindinger det svært at arbejde og selv om de blev skiftet to gange i døgnet, blev det beskidte i løbet af ingen tid, på grund af støvet. Efter fremrykningen i november 1917 til området ved Jaffa og Ramla region, hvor der blev dyrket appelsiner og de var let tilgængelige, forsvandt de betændte sår.

#### Aflusning og vask
Dgtimerne var fyldt med lopper, lus, fluer, mus og aflusning. "Hver morgen så snart der var et øjeblik til overs, tager alle deres skjorter af og åbner deres bukser for at lede efter lus ... Denne jagt på lus er blevet en del af livet". En triumf blev fastholdt: "Bill jeg har haft en rigtig Melbourne Cup dag (hestevæddeløb). Jeg har vendt mine seler 45 gange og knust de små fyres hjerter." På kongens fødselsdag den 3. juni marcherede den beredne newzealandske riffelbrigade til Khan Yunis, hvor der ved jernbanen var opstillet et damp desinfektionsanlæg til aflusning af deres tøj. "Tøjet blev lagt i en stor bærbar ovn og bogstavelig talt bagt ... for at dræbe lus og utøj." Mens tøjet blev renset på denne måde, blev der gravet et dybt hul og der blev lagt en presenning over, hvor mændene kunne vaske sig under en bruser, der var lavet af en bliktønde i toppen af en trægalge," hvilket ofte var den første mulighed for et bad "i mange uger."
Under renselsesparader vaskede soldaterne sig med 1½-7½ liter vand. Den 8. maj blev der gennemført en renselsesparade af 3. lette beredne brigade nær hestetrugene, hvor 500 mand hver fik 7½ liter vand til at vaske sig selv og deres tøj i. Yderligere 500 fulgte den følgende dag. Den 28. august gennemførte 4. lette beredne brigade en renselsesparade mens de var ved Abasan el Kebir. Mændene fik hele dagen til at vaske deres tøj og bade. Et særligt område blev afsat hvor presenninger dækkede en hulning i terrænet. Efter tur vaskede hvert regiment sig i 7½ vand pr. mand, "hvilket er nok ... Det er en god metode". 179. brigade, 60 division fik 1½ liter pr. mand til mask.

#### Vand
Det lavtliggende åbne land, som var besat af ekspeditionsstyrken var gennemskåret af dybe wadier, som indeholdte mange damme med godt vand, selv når det var forholdsvis tørt. I Wadi Ghazza blev der lavet 900 meter vandingstrug til heste og kameler. Knap så indbydende grundvand var også til rådighed. På den østlige bred af Wadi Ghazza ved Shellal, gav et kildespring med saltet med klart vand de tropper, som ofte drak af den "maveproblemer".
Ved Khan Yunis gav brønde 375 m³ vand om dagen til ekspeditionskorpset. Kilderne ved Esani og Shellal blev udvidet, så de gav omkring 50 m³ i timen, og 1.900 m³ blev lagret i et naturskabt klippebassin. Brøndene ved Deir el Belah var forbundet med skyttegravene syd for Gaza. Pumpestationer blev bygget og dybe brønde blev boret med passende intervaller.
Pumpestationen ved El-Qantarah leverede 2.275 m³ hver dag til Romani, hvor der var brug for 375 m³ til byen og jernbanen. Pumpestationen ved Romani leverede 1.800 m³ til El Abd, hvor der var brug for 285 m³ til byen og de stationerede tropper. Punpestationen ved El Abd pumpede 1.535 m³ til Mazar, hvor der var brug for 285 m³ til jernbanen og tropper. Pumpestationen i Mazar pumpede 1.250 m³ til al-Arish, hvor der var brug for 375 m³ af jernbanen og tropper. Al-Arish fordelte 870 m³ til området øst for byen, mens 375 m³ blev sendt med jernbanen til Deir el Belah. Pumpestationen ved al-Arish pumpede 490 m³ videre til Rafah, hvor 354 m³ skulle bruges af jernbanen, hvilket efterlod 136 m³ disponible. Den 1. maj 1917 nåede vandledningen til Abasan el Kebir, hvilket gjorde det muligt at etablere et trænings- og opmarchområde i nærheden.
En rørledning blev lagt fra Shellal til Imara og pumper installeret, mens rørledningen fra El-Qantarah blev forbundet med Shellal, hvor der blev lavet et område, hvor man kunne fylde og læsse 200 fantasser (små jerntanke) på kameler.

#### Medicinsk støtte
Den daglige "sygeparade" ved 4. lette feltambulance blev gennemført i telt-divisionen af den vagthavende læge med en stabssergent som assistent, når øjeblikkelig behandling i form af piller, forbindinger osv. var nødvendig. Pillerne, som normalt blev udleveret og indtaget på stedet, havde numre så lægen kunne sige "2 nummer 3 og 1 nummer 9. Nummer 9 pillen blev berømt: "Den pille som vil", "aldrig set så fejl".
Betændte sår, bylder, snitsår, afskrabninger, sviende øjne, forvredne ankler, beskadigede hænder og fødder blev forbundet af hospitalsstaben. Lægen ville herefter beslutte om patienten skulle tilbage til sin enhed, indlægges en dag eller to på felthospitalet eller evakueres til et hospital i bagområdet.
Telt-division leverede også øjeblikkelig behandling til de sårede, skiftede forbindinger og foretog akut kirurgi. Divisionen drev felthospitalet, som bestod af mellem et og fire hospitalstelte, hver med plads til 14 patienter, hvor patienterne lå på madrasser enten på jorden, på lette underlag eller på bårer.

## Ekspeditionsstyrkens operationer, april til juni
I løbet af disse måneder udviklede der sig en udmattelseskrig, med små angreb på jorden og fra luften mod fjendtlige skyttegrave, mens rekognosceringspatruljer blev gennemført med beredne enheder i den åbne østlige flanke.

### Skyttegravskrig
"Talrige angreb af den slags, som var kendt fra Vestfronten" blev gennemført.
 Men det var nødvendigt at gennemføre næsten alle aktiviteter om natten på grund af den intense hede om dagen. Mellem kl. 10 og 16: "skabte heden hvad folkene kaldte en 'luftspejling', og riffelild under disse betingelser havde tendens til at være tilfældig ... Ved en slags naturlig aftale lukkede begge sider krigen ned indtil det blev mørkt." Derefter blev skyttegrave angrebet og det kom til kamp under eksploderende stjernegranater i ingenmandsland, mens reparationer og forbedringer af skyttegrave blev udført, pigtråd rullet ud, forbindelsesgrave udvidet, kabler gravet ned og kanonstillinger bygget.
Den 18. maj begyndte ekspeditionsstyrken at gennemføre "offensiv patruljering", med bombardement af osmanniske skyttegrave på Umbrella Hill, vest for vejen mellem Rafah og Gaza. Et osmannisk angreb mod en af ekspeditionsstyrkens poster den 5. juni, dræbte eller sårede en hel sektion af 5. bataljon, Royal Scots Fusiliers (155. brigade i 52. Division). Dette tab blev "hævnet" om aftenen den 11. juni af 5. bataljon af Kings Own Scottish Borderers (155. Brigade), som angreb en osmannisk post på Middelhavskysten. Her tog de 12 sårede fanger, mens de efterlod mindst 50 døde, uden tab blandt angriberne.
Efter et fintet angreb med dukkefigurer, som afledte den osmanniske ild overfor Umbrella Hill, blev der gennemført "en lang serie angreb" af 52., 53., og 54. division. Selv om de ikke alle var lige store successer, førte de til "etableringen af en klar britisk overlegenhed i ingenmandsland."

### Beredne patruljer
Under dødvandet gennemførte ekspeditionen beredne patruljer, forpostarbejde og rekognosceringer, fortrinsvis i retning af Hareira og Beersheba. Disse patruljer og rekognosceringer med styrker på op til brigadestørrelse, fandt sted dag og nat, hvor ildkampe og overraskelsesangreb blev gennemført, baghold blev lagt for fjendtlige patruljer og angreb blev foretaget mod kommunikationslinjer. Beredne patruljer blev ofte angrebet af osmannisk kavaleri. Fra højen af Tel el Fara, kunne disse angreb ses og skud høres over det åbne landskab. Området blev omdøbt til "væddeløbsbanen."
Med kun to divisioner i Ørkenkolonnen på dette tidspunkt skiftedes Anzac og den beredne imperiedivision til at holde fronten. Den 20. maj, mens den beredne imperiedivision lå i reserve nær Abasan el Kebir, var den beredne Anzac division ansvarlig for patruljering i området fra Sausage Ridge til Goz el Basal og herefter til vest for Goz Mabruk. De beredne Anzac division leverede faste patruljer om natten på vigtige dele af linje, mens en brigade holdt Nr. 1 til 6 stillingerne i El Sha'uth forsvaret så vel som befæstningerne mellem El Ghabi og El Gamli.
Så snart en fjendtlig fremrykning af enhver størrelse blev rapporteret skulle den øverstkommanderende for den beredne Anzac division sende en brigade gennem Goz el Basal mod Im Siri og El Buqqar og en anden brigade sydpå mod Esani, for at fastslå styrken af angrebet og hvor alvorligt det var. Resten af den beredne Anzac division, bortset fra et regiment, som holdt linjen af stillinger fra El Ghabi til Gamli, skulle straks rykke Jezariye for at tage affære på basis af rapporten.
Mod slutningen af maj blev der gennemført et angreb mod en osmannisk styrke, som beskyttede folk, der høstede byg. En hurtig udveksling af riffelild i galop med det osmanniske kavaleri fordrev kavaleriet og høstfolkene.

#### Dagpatruljer
Dagpatruljer startede som regel med "mønstring" omkring kl. 3, hvorefter styrken red ud over tørt, støvet land, for at afpatruljere et givet område, indtil de vendte tilbage om aftenen.Under disse patruljer var luftbombardement en stadig trussel - udover angreb fra kavaleri. Efter en patrulje kunne der godt være tjeneste i en forpost den næste nat.
Den 24. april omringede en eskadron af 7. lette beredne regiment fra 3. beredne brigade en trop osmannisk kavaleri 8 km fra Shellal. Den 2. maj rapporterede en patrulje fra den beredne newzealandske riffelbrigade at have været i forbindelse med omkring en eskadron fjendtlig kavaleri, mens en patrulje i nærheden af Sausage Ridge af 2. lette beredne brigade rapporterede, at de havde været i forbindelse med en fjendtlig patrulje ved Munkeileh.
Den 9. juni red 4. lette beredne brigade ud for at besætte en linje syd, sydvest, øst og nordøst for Esani da deres fortrop tvang 12 osmanniske kavalerister ud af Karm og yderligere 20 ud af Rashid Bek. Yderligere 70 osmanniske kavalerister og 10 kameltropper blev set 3 km sydøst for Rashid Bek.

#### Natpatruljer
Natpatruljer blev efterladt ude i ingenmandsland efter dagpatruljer og længere rekognosceringer for at holde vagt overfor overraskelsesangreb. Patruljen red ud, kom ledet af en kompas, for at opstille natlige lytteposter, hvor nogle sad af for rykke tæt på osmanniske stillinger og lytte og bemærke alle bevægelser. Andre ledte efter vandkilder, undersøgte osmanniske skyttegrave og spor i området, eller verificerede observationer fra luften. Disse natpatruljer bestod af en officer og 12 mand.
Den 9. maj rapporterede 74. division at 300 osmanniske soldater gravede i Vestbredden af Wadi Imleih. En officerspatrulje fra 2. lette beredne brigade, som havde ordre til at opklare situationen, fandt at området var "helt i orden" den følgende morgen. Andre officerers natpatruljer havde været af sted da der blev meldt "helt i orden" den 12. maj og 26. juni.

#### Store beredne rekognosceringer hver 14. dag
Hver 14. dag blev der gennemført rekognosceringer i retning af Beershaba af en større styrke fra Ørkenkolonnen. De blev set som værdifulde anledninger til stifte bekendtskab med det "forholdsvis knudrede terræn ved Beersheba," ud fra hvilket man kunne udvikle en strategi for et fremtidigt angreb. Det blev også tanken, at disse regulere gentagne store rekognosceringer ville gøre det vanskeligere for de osmanniske forsvarere at genkende det egentlige angreb, når det kom. Fjendens aviser var særlig lette at vildlede: "Fjenden foretog et beslutsomt angreb mod Beersheba med omkring 70 eskadroner. Efter voldsomme kampe blev de fjendtlige styrker besejret og drevet tilbage til deres oprindelige stillinger, efter at lave lidt store tab."
Disse store operationer, som varede 36 timer, begyndte om eftermiddagen, fortsatte hele natten og den følgende dag og sluttede den følgende aften. En division red ud om eftermiddagen og ankom den følgende morgen, hvor den besatte en række forposter på højderne vest for Beersheba. Bag denne skærm eller forpostlinje gjorde korps og divisionschefer sig bekendt med området i bil eller på hesteryg. Major Hampton, som havde kommandoen over en eskadron af Worcestershire Yeomanry, (5. beredne brigade i den australske imperie division), bemærkede: "Det blev min eskadrons opgave, bl.a. at yde beskyttelse og i almindelighed fungere i rollen som Messrs. Cook & Son."
I løbet af dagen blev fjendtlige granater og og luftbombardementer ofte rettet mod denne skærm, hvilket ofte førte til tab mod omhyggeligt placerede og forud indskudte kanoner. Disse osmanniske kanoner beskød de snævre wadiovergange, hvor det var nødvendigt for tropperne at passere enkeltvis, inden de etablerede afskærmningen i det højereliggende område, som også var omhyggeligt indskudt.
Hovedparten af den lokale befolkning var også fjendtlige, og tog enhver lejlighed til at beskyde ekspeditionsstyrken med våben, som var leveret af det Osmanniske Rige. Løjtnant C.H. Perkins, Royal Buckinghamshire Hussars (6. beredne brigade, australske imperiedivision) sagde: "Manglen på antiluftskyts var ubehageligt, når støvet fra kavaleriet rykkede ind i 'ingenmandsland', hvilket fik Fritz til at komme frem i sine tyske German Taube fly."
Når hærlederne havde afsluttet deres arbejde og trukket sig tilbage, red divisionen tilbage om natten for at vande hestene ved Esani, på vejen til Shellal. De beredne regimenter red ofte 110 km eller mere i løbet af 36 søvnløse timer, hvor dagtemperaturer på 42° C var almindelige, mens de red gennem støvet, forreven og stenet ørken fuld af fluer.
Under disse lange rekognosceringer undersøgte ingeniørtropper, som var tilknyttet den beredne divisionen hele området i ingenmandsland og markerede og forbedrede mange af overgangene over Wadi Ghazza og udbyggede vandforsyningen ved Esani i Wadi Ghazza. De rekognoscerede også vandressourcerne ved Khalasa og Asluj, og efterfølgende reparerede de de beskadigede brønde inden den planlagte hovedoffensiv.

##### Problemer ved lange rekognosceringer med store styrker
Mens mændene startede med fyldte vanddunke og fik dem fyldt op en gang fra regimentets vandkærrer under disse farlige, kedelige og udmattende operationer, var der ingen vand til rådighed til hestene. Fra om "eftermiddagen på den dag hvor divisionen rykkede ud til om aftenen den følgende dag". Som følge heraf blev hestene udmattede og havde brug for en uge til ti dage til at komme sig, selv om den praksis var blevet indført under dødvandet at man vandede hestene en gang om dagen. Dette skyldtes den lange vej man skulle gå efter vandet, heden, støvet og fluerne. Det tog også længere for hestene at komme sig oven på strabadserne fordi der ikke var græsningsmuligheder under rekognosceringen gennem det bare landskab.
Den 4. maj inspicerede den kommanderende general for den beredne imperiedivision hestene i 5. beredne brigade, som viste sig at være i "meget dårlig og svækket stand, hvilket menes at skyldes for meget fordring med moden byg og knaphed på god foder." Selv om de australske heste generelt "så bedre ud", "holdt de ikke så godt ud overfor vanskelighederne, som de newzealansk avlede." De australske lette beredne "blevet meget gode ryttere", de newzealandske beredne riffelskytter var "fremagende ryttere" og deres heste var "usædvanligt godt udvalgt", mens det britiske yeomanry i reglen var uerfarent. Veterinærerne i den beredne Anzac division samlede den indsamlede viden, som var høstet under fremrykningen over Sinai-halvøen i en lille brochure om omgang med heste, som blev udgivet i Egypten.
Efter en lang rekognoscering den 14. juni besluttedes det den følgende dag på en konference mellem brigadecheferne i den beredne imperiedivisions hovedkvarter at gennemføre mindre operationer med mindre enheder i fremtiden på grund af heden og den lette synlighed af store formationer.

#### Angreb på Kossaima og El Auja
Et angreb blev gennemført mellem 7. og 14. maj, af 2. og 16. kompagni af Imperial Camel Corps Brigade med en enhed feltingeniører og to motorambulancer fra kommunikationslinjeforsvaret. De red fra kommunikationslinjeforsvaret til Kossaima og El Auja, ødelagde brønde i området inden de tog fem osmanniske jernbanefolk til fange.

#### Angreb mod Hafir el Auja jernbanen
Efter angrebet fra Imperial Camel Corps Brigade, blev der udstedt ordrer om en angreb, som skulle gennemføres mellem den 22. og 23. maj, mod den osmanniske jernbane mellem Asluj og Hafir el Auja, syd for Beersheba. Dette storstilede angreb blev udført af særligt dannede sprængningseskadroner fra felteskadronerne i de beredne Anzac og imperiedivisioner med 1. lette beredne brigade til at yde dækning og resten af den beredne Anzac division indsat til at holde øje med ankomsten af osmanniske styrker fra Beersheba. Den beredne imperiedivision og Imperial Camel Corps Brigade var også indsat for at dække angrebet, som blev en fuldstændig succes. Sprængningseskadronerne sprængte 25 km jernbane og beskadigede en række sten jernbanebroer og viadukter.

#### El Buqqar strategiske manøvrer i maj og juni
Den 5. maj rapporterede patruljer fra den newzealandske beredne riffelbrigade, at de havde nået en linje vest for El Girheir til Im Siri og Kh. Khasif, da fjendtlige poster blev observeret på linjen nær Kh. Imleih og El Buqqar. To dage senere blev området rapporteret fri for fjender.
Patruljer rapporterede at osmanniske enheder holdt El Buqqar, Kh. Khasif og Im Siri besat om natten og trak sig tilbage inden patruljer fra ekspeditionsstyrken ankom om morgenen. I et forsøg på at fange disse osmanniske enheder red 3. lette beredne brigade fra den beredne imperiedivision og en brigade fra den beredne Anzac division ud om aftenen den 6. maj for at besætte posterne ved El Buqqar og Khasif, med reserveenheder ved El Gamli. Angreb blev foretaget kl. 4 den 7. maj, men en kraftig tåge generede angrebet. "Det sted[Buqqar] havde et passende navn."
Den 10. maj blev en 2.500 mand stor fjendtlig kolonne rapporteret af RAF på vejen mellem Fara og Saba, også kaldet Beersheba, 4 km fra Saba. En rekognoscering blev udført den følgende dag til Goz el Basal på Bir Saba vejen og til El Buqqar. Da de var 1½ km øst for El Buqqar blev de stoppet af fjendtlig beskydning. Da de lette ryttere trak sig tilbage, efterlod de de sædvanlige natpatruljer på vagt.
Den 2. juni blev der hørt en høj eksplosion, og 12. lette beredne regiment (undtagen en eskadron men med en anden fra 4. lette beredne regiment tilknyttet) og to sektioner af en maskingeværeskadron blev sendt af sted for finde årsagen. De opdagede at en stor vandcisterne ved Kh Khasif var blevet sprængt i luften. På vejen tilbage mødte de osmannisk kavaleri nær Karm og trængte det tilbage indtil de kom indenfor skudvidde af en stærkt forsvaret osmannisk linje, som blev holdt af to eskadroner kavaleri og 200 infanterister.
Der blev foretaget en strategisk march til El Buqqar den 6. juni, hvor en linje blev etableret nord for Im Siri, Beit Abu Taha og El Buqqar kl. 4 den 7. juni. Med den hensigt at overraske og tilfangetage osmanniske patruljer blev en officer og 40 mand fra 9. lette beredne regiment (3. lette beredne brigade), støttet af en eskadron fra 3. lette beredne regiment (1. lette beredne brigade) blev i omegnen af Karm (også kendt som Qamle) natten over. Dette forsøg på et baghold mislykkedes.
Efter at være mønstret kl. 3.30 den 14. juni red 4. lette brigade ud kl. 10 for at holde en linje fra Hill 680 til El Buqqar og videre til Hill 720. Da brigaden indtog deres stillinger, blev der opstillet en skærm af mellem 150 og 200 osmanniske soldater 2½ km øst for de lette berednes linje. I løbet af dagen blev der taget to fanger inden brigaden trak sig tilbage og ankom tilbage ved Wadi Ghazza kl. 20:00.
Den 24. juni red 5. beredne brigade ud for at udføre operationer vest for linjen mellem Hill 720 - El Buqqar - Rasid Bek, mens en eskadron af 4. lette beredne brigade dækkede deres venstre flanke. Den næste dag mødte de nogen modstand, da Yeomanry posten på Hill 300 blev truet af 100 osmanniske kavalerister. En mand blev taget til fange, mens en blev dræbt og en anden alvorligt såret af granatild. 4. lette beredne regiment tvang det osmanniske kavaleri til at trække sig tilbage til Wadi Imleh. Kl. 20 red to officerspatruljer med 1 officer og 12 mand fra 11. lette beredne regiment (4. lette beredne brigade) til Punkt 550 nord for Kasif og 1 km syd for Kasif for at lokalisere og nedkæmpe fjendtlige poster eller patruljer i området. De blev ude hele natten og vendte først tilbage da dagpatruljen gik i stilling og rapporterede at alt var klart og der ikke havde været tegn på fjendtlige patruljer eller poster.

### Bombeangreb fra luften
Da artillerislaget aftog efter det Andet slag om Gaza voksede antallet af luftangreb. Mange af disse blev udført i månelys, som "næsten var så lyst som dagen".
Synligheden af objekter fra luften om natten var genstand for en rapport, som blev udsendt til alle brigader i den beredne imperiedivision. Rapporten, som blev forfattet af officeren, som havde kommandoen over 5. luftstyrke' Royal Flying Corps, anførte hvordan "landets omrids" var synligt og kontrasten mellem det lyse vand og det mørke land gjorde kystlinjen umulig at overse. Kontrasten mellem mørke træer og hvide telte gjorde dem meget synlige, og det samme var sandede veje og den sandede bund i wadierne, selv i sandfyldte områder. Lys var "synlige under alle omstændigheder" og ild kunne "ses på lang afstand". Om natten støvede det ikke ret meget når store troppestyrker var i bevægelse, og det var meget vanskeligt at opdage bevægelser fra luften, "bortset fra når en tæt formation marcherede langs en vej og afbrød vejens hvide linje".
Alle forholdsregler skulle tages mod luftangreb. Beredne formationer skulle benytte åbne formationer og bevæge sig væk fra veje og stier. Det blev foreslået at camouflere telte med khaki og mørkegrøn maling. "Hospitaler bør have et kors af røde lamper, da de lamper som blev brugt nu ikke er tilstrækkelig tydelige. Hospitaler bør ikke ligge nærmere end 400 m fra legitime militære mål, da de røde lys danner danner et godt landemærke, og bombardement fra højden har tendens til at være upræcis."

#### Tyske luftangreb
Efter det andet slag om Gaza vendte de permanente dele af feltambulancerne fra 52., 53., 54., beredne Anzac og beredne Imperiedivisionerne tilbage til Deir el Belah nær deres fordelingsstation for sårede. Om natten mellem den 3. og 4. maj var det fuldt månelys da et fjendtligt luftangreb ramte den permanente del af 4. lette berednes feltambulance hospital. "Månelyset her er næsten så klart som dagslys. Et lavtgående fly kan let se teltene, selv når lysene er slukkede." Tre patienter og to af staben på hospitalet blev dræbt, to odontologiske sergenter, en løjtnant og et besætningsmedlem fra en feltambulance blev såret.
Et nyt luftangreb kl. 22 den følgende nat, igen i klart måneskin, fløj lavt for at kaste bomber og skyde med maskingeværer mod fordelingsstationen for sårede ved Deir el Belah, som passede omkring sårede, og var klart markeret med Røde Kors lagner på jorden. Angrebet dræbte seks og sårede i fra 3. lette berednes feltambulande, mens en patient blev dræbt og fire sygepassere såret i 2. lette berednes feltambulance. Næste nat kostede et tredje luftangreb et tab på 13. "Tyrkerne er ude at bombe hver nat, mens dette klare månelys varer ved ... To fjendtlige fly fløj over og kastede 12 bomber. Vi skyndte os ud i vores skyttehuller, men der skete ingen skader."
Et luftangreb mod Qantara, den 25. maj, forsøgte at sprænge en sektion af ekspeditionsstyrkens kommunikationslinje. Fjendtlige tropper i et Aviatik fly, som de landede nær Salmana, blev forhindret i at sprænge jernbanen i luften af vagter fra British Vestindien regimentet.

#### Ekspeditionsstyrkens luftangreb
Fly fra ekspeditionsstyrken gengældte bombningen af Qantara ved at kaste fire gange så mange bomber, og forsøget på at sprænge en sektion af ekspeditionsstyrkens forbindelseslinje den 30. maj blev besvaret ved at ekspeditionsstyrken bombede lejre og flyvepladser nær Hareira.
8 fly fra ekspeditionsstyrken gennemførte den 26. juni et angreb på Jerusalem, hvor de bombede den 4. osmanniske armés hovedkvarter på Olivenbjerget. På tilbagevejen satte motoren på et B. E. uf, efterfulgt af et andet sydøst for Beersheba. Efter en vellykket opsamling af flyverne fra det første fly, som blev ødelagt, førte forsøget på at redde besætningen på det andet til at to fly blev ødelagt, og tre overlevende fik gennem ingenmandsland til de nåede i sikkerhed ved en af det lette berednes forposter. To fly, som fløj over de overlevende på deres vandring, løb tør for benzin og olie nær Khalasa. Piloterne forlod deres intakte fly i håb om at kunne komme tilbage og bjærge dem. Tre officerer fra Australian Flying Corps gik til Goz Mabruk posten fra sydvest for Esani kl. 15.00 den 26. juni efter deres tvungne landinger og 3. lette beredne brigade fik ordre til at bjærge de to fly. Flyene blev fundet nær Naga el Aseisi, sydvest for Bir el Asani, og et regiment fra 5. beredne brigade blev sendt afsted for at bevogte dem om natten mellem 26. og 27. juni. Under ledelse af oberstløjtnant Maygar rykkede 8. og 9. lette beredne regiment fra 3. lette beredne brigade ud, sammen med tre tropper fra maskingeværeskadronen, en sektion fra feltambulancen og en gruppe fra Royal Flying Corps, ud fra Tel el Fara kl. 3.30 for at hente flyene den 27. juni. De red over sandbjerge med strækninger af fast terræn imellem for at tage over fra regimentet fra 5. beredne brigade kl. 8. En pose værktøj og en skitse, som viste hvor de to maskingeværer, kameraet og ammunitionen var blevet begravet nær Martinsyde flyet, blev nedkastet kl. 7.30 fra et fly der kom fra flyvepladsen ved Deir el Belah. Maskingeværet, kameraet og ammunitionen var blevet gravet op af beduiner i løbet af natten. Begge fly stærkt beskadigede, bortset fra motorerne, som blev bjærget.
Lederen af RFC i Mellemøsten, brigadegeneral W. G. H. Salmond, gav ordre til et langdistanceluftangreb fra al-Arish mod Ma'an, da andet slag om Gaza fandt sted. Tre fly overfløj 240 km tør ørken. Det lykkedes at bombe bygningerne ved jernbanestationerne og ødelægge materiel og forsyninger i området, inden de fløj sikkert tilbage til al-Arish. En nødlanding kunne have været fatal, hvis vandet og rationerne de havde med slap op inden de blev reddet. Da de nåede til Ma'an kastede de lavtgående fly 32 bomber på og omkring jernbanestationen. Otte bomber ramte remisen, hvor de beskadigede maskineriet og lagrene. Andre fire bomber blev kastet mod flyvepladsen, som bomber ramte kaserne og dræbte 35 og sårede 50 osmanniske soldater. Selv om de vendte sikkert tilbage til Kuntilla, nord for Akaba, var flyene blevet beskadiget af fjendtlig ild. Den næste dag fløj alle tre fly til Aba el Lissan, hvor de kastede flere bomber mod en stor osmanniske lejr og beskadigede telte og hestelinjer og fik hestene til at bisse. De vendte tilbage til Kuntilla inden middag efter at have fået flere skader fra fjendtlig beskydning. De kastede yderligere 30 bomber om eftermiddagen mod et antiluftskytsbatteri, som blev ødelagt samt på osmanniske soldater og dyr, inden flyene begyndte tilbageturen til al-Arish.
Syv fly bombarderede Ramleh og en eskadron fra Royal Navys flystyrker angreb Tulkarm i de Judæidke bjerge den 23. juni.

### Luftkampe begynder
I 1916 havde luftrekognoscering fortrinsvis været uledsaget, da der ikke havde været ret mange kampe i luften mellem de krigsførende. Men ligesom krigen på jorden mellem Gaza og Beersheba kom til at ligne skyttegravskrigen på Vestfronten, således kom krigen i luften over det sydlige Palæstina til at ligne den so blev udkæmpet over Frankrig. Fra april 1917 betød den voksende koncentration af styrker, som holdt etablerede frontlinjer, udvikling af tilknyttede forsyningslagre og forbindelseslinjer og behovet for at kende til denne udvikling at der opstod "en intens rivalisering i luften".
Efter det andet slag om Gaza var de tyske fly teknisk set overlegne, hvilket afstedkom at en række af ekspeditionsstyrkens fly blev skudt ned i maj. Luftrekognosceringspatruljer blev jævnligt angrebet så det var nødvendigt, at alle fotorekognoscerings- og artilleriobservationsflyvninger fik eskorte. Disse patruljer, som efterhånden blev af eskadrillestørrelse, ledsagede og beskyttede ekspeditionsstyrkens fly, angreb fjendtlige fly, når de blev opdaget, enten i luften eller på jorden.
Under en operation på jorden med to regimenter fra 6. beredne brigade og to regimenter af den newzealandske beredne riffelbrigade den 16. maj, for at holde øje med 500 osmanniske kavalerister, som var set nær Kh. Khasif, blev en Bristol Scout skudt ned af en Aviatik og piloten blev såret. Piloten blev reddet og flyet bjærget og sendt til flyvepladsen i Rafah. Den 25. juni under en af ekspeditionsstyrkens rekognosceringspatruljer nær Tel esh Sheria, blev en nyligt ankommet B. E. 12.a skudt ned bag de osmanniske linjer.

## Ekspeditionsstyrken forstærkes i maj og juni
Efter det første og andet slag om Gaza var der behov for store forstærkninger "for at få general Murreys armé i gang igen". Murray gjorde det i starten af maj klart for krigskabinettet og imperiegeneralstaben at han ikke kunne invadere Palæstina uden forstærkninger. Krigsministeriet svarede i samme måned, at han skulle gøre klar til at modtage forstærkninger, som ville bringe ekspeditionskorpset op på seks infanteri og tre beredne divisioner.
Den 25. maj ankom en fransk enhed, som bestod af 5/115. territorieregiment og 7/1. og 9/2. algierske tirailleurs, med kavaleri, artilleri, ingeniører og medicinske enheder til Rafah efterfulgt af en italiensk enhed med 500 Bersaglieri den 13. juni. Disse styrker blev først og fremmest tilknyttet ekspeditionsstyrken af politiske årsager. Franskmændene hævdede, at de havde "særlige rettigheder i Palæstina og Syrien" som var blevet anerkendt i Sykes-Picot-aftalen hvor der blev skabt enighed om Storbritanniens krav på Palæstina og Frankrigs på Syrien. Saint-Jean-de-Maurienne-aftalen anerkendte Italiens "arvelige kirkelige rettigheder ... i Jerusalem og Betlehem,".
60. division med 7. og 8. beredne brigader blev overført fra Thessaloniki og 75. division blev formeret i Egypten af bataljoner fra Indien og enheder, som allerede var I Egypten. 60. division begyndte at ankomme den 14. juni og 7. og 8. beredne brigade ankom i juni og begyndelsen af juli.
 Hvis vi var blevet spurgt i går: 'Er det muligt at finde en værre situation, en mere ubehagelig eller et mere hedensk sted i verden end jeres seneste hvilelejr i Makedonen?'  ville vi alle have svaret: 'Nej, det er umuligt.' I dag har vi ikke vare skiftet mening, men har ret faktisk fundet dette sted, og vi ligger endda i lejr i det.

 — Captain R. C. Case Royal Engineers, 313. feltkompagni, 60. division til "my dear people," 31. juli 1917.
Men den 5. juli manglede der fortsat forstærkninger på 150 infanteri og 400 yeomanry for at bringe styrken op på niveau med styrke før slagene om Gaza. Sårede fra den beredne Anzac division, som var færdigbehandlede, blev enten sendt tilbage til fronten via den australske og newzealandske træningskaserne i Moascar efter rekonvalescens eller blev hjemsendt som invalider. Denne prioritering af sårede blev udført af et stående panel af den overordnede læge og kirurg på No. 14 australske hospital. Lægerne havde været på en kort inspektionstur ved den beredne Anzac division, så de forstod hvordan betingelserne var ved den front, som de kom tilbage til, hvilket forbedrede den "effektive brug af mandskab".

### Hvilelejre og orlov
Trætte tropper fik orlov i Cairo og i hvilelejre. Under orlov ved "Palæstinas Riviera" skrev menig John Bateman Beer, 2/22. London Regiment, 181. Brigade, 60. Division, hjem og beskrev den luksus det var at have flere dage hvor man "kunne dase" og den fornøjelse det var at kunne gå i seng i pyjamas i et klokketelt ved havet." Han forklarede, at at når man levede i det fri i ørkenen med meget lidt vand, betød at et telt udgjorde "en ret høj levestandard". Han nød også at høre et orkester spille i løbet af dagen og om aftenen, koncert selskaber, brugen af et bibliotek og badning ad libitum. Der var også konkurrencesport, herunder tovtrækning, boksning, brydning på heste og kameler, rugby og fodbold. Australsk fodbold var meget populært. Væddeløb med heste og kameler, med væddemål fandt sted på væddeløbsbaner under orlov. Ved Tel el Marakeb hvilelejren var der koncerter med den newzealandske beredne riffelbrigades orkester (som var blevet i Moascar lejren med brigadens træningsregiment under felttoget i Sinai), den lette berednes pjerrot trup, og den afsiddede 74. divisions Palestine Pops (disse beredne tropper havde også kæmpet under slaget ved Gallipoli sammen med den beredne Anzac division). Auckland Mounted Rifles Regiment's "Wally" var meget populær sammen med Palestine Pops' talentfulde vokalister, komikere og mænd i kvindetøj.
Den 6. september marchere 67 mand ud fra 4. lette brigade på vej til hvilelejren ved Port Said. Deres ni dages orlov i Cairo og Alexandria gik delvis med at rejse 160 lm gennem Sinai fra al-Arish til Qantara ved Suez-kanalen i godsvogne. "I løbet af natten faldt en fyr fra artilleriet af toget, blev kørt over og dræbt. Ved Qantara fik jeg et brusebad og en god morgenmad på YMCA (KFUM) centret, som bespiser mænd på orlov. Så nåede jeg et egyptisk tog til Cairo. Ved ankomsten tog jeg et værelse på National Hotel og blev ordentligt vasket. Efter en strålende middag gik jeg tidligt en seng og sov godt i en rigtig seng med lagner!"

## Tilbagekaldelsen af Murray
Den 11. juni fik general Murray et telegrav fra krigsministeren, som meddelte, at general Edmund Allenby havde fået overdraget kommandoen over det egyptiske ekspeditionskorps og skulle afløse ham. Der havde manglet tiltro til Murray siden slaget ved Romani, og de to fejlslagne slag om Gaza gjorde ham mere upopulær blandt både infanteriet og de beredne tropper.
Efter krigen anerkendte Allenby Murrays indsats i en depeche fra juni 1919 hvor han opsummerede sine felttog:
 Jeg ønsker at udtrykke min gæld til min forgænger, generalløjtnant Sir A.J. Murray, som, ved sin broslagning af ørkenen mellem Egypten og Palæstina lagde fundamentet for den efterfølgende fremrykning af den egyptiske ekspeditionsstyrke. Jeg høstede frugterne af hans fremsyn og strategiske forestillingskraft, som bragte vandet fra Nilen til grænsen af Palæstina, planlagde de 
dygtigt udførte militære operationer hvormed tyrkerne blev fordrevet fra stærke stillinger i ørkenen tilbage over Egyptens grænse, og etablerede en normalsporet jernbane til portene ved Gaza. Den organisation han skabte, både i Sinai og i Egypten, bestod alle prøver og udgjorde hjørnestenen i mine successer.

 — General Allenby den 28. juni 1919

## Ørkenkolonnen reorganiseres
Mellem tilbagekaldelsen af Murrey i begyndelsen juni og Allenbys ankomst sidst i juni gav Chetwode, som chef for østlige styrke, Chauvel, som leder af ørkenkolonne, opsyn med formeringen af den beredne Yeomanry division, som var blevet mulig da 7. og 8. beredne brigade ankom fra Thessaloniki.
Beslutningen om at overføre 7. og 8. beredne brigade fra Makedonien i maj og juni 1917 var en anerkendelse af "værdien af beredne tropper på denne front". Men i maj 1917 mente en løjtnant i 5 beredne brigade:
 Kavaleri krigsførelse er omtrent ovre, tror jeg ... De kan ikke sige, at vi ikke har gjort vores - vi har erobret hver en tomme land på denne side af Qantara ... og jeg skulle mene, at jeg har redet hele vejen tre gange - infanteriet har bare fulgt efter os.

 — Løjtnant R.H. Wilson, Royal Gloucestershire Hussars Yeomanry (5. beredne brigade), 21. maj 1917
Inden Chauvels reorganisering af Ørkenkolonnen havde den bestået af den beredne Anzac division, under Chetwode, som bestod af 1. og 2. lette beredne, newzealandske beredne riffelbrigade og 22. beredne riffelbrigade og den beredne imperiedivision, under Hodgson, som bestod af 3. og 4. lette beredne, 5. og 6. beredne brigade. De to nye brigader bragte antallet af beredne brigader i ekspeditionsstyrken op på 10. Der var en bereden riffelbrigade, fire lette beredne og fem beredne brigader. Chauvel reorganiserede dem i tre beredne divisioner.
Den 21. juni blev den beredne imperiedivision til den beredne australske division, stadig under kommando af Hodgson. Den 26. juni blev 6. beredne brigade overført fra den beredne australske division og 22. beredne brigade fra den beredne Anzac division, og sammen med den nyankomne 8. beredne brigade blev de til den beredne Yeomanry division, under generalmajor G. de S. Barrow, som også netop var ankommet fra Frankrig. 7. beredne brigades to regimenter bled tilknyttet tropper fra Ørkenkolonnen.
Efter reorganiseringen af Ørkenkolonnen fra to beredne divisioner á 4 brigader til tre á tre brigader bestod den af:
Beredne Anzac division, under Chaytor
1. og 2. lette beredne, newzealandske beredne riffelbrigade, 28. brigade af hestartilleriet (18-punds)
Beredne australske (tidligere imperie) division, under generalmajor H.W. Hodgson
3. og 4. lette beredne, 5. beredne brigade, 19. brigade af hestartilleriet (18-punds)
Beredne Yeomanry division, under generalmajor Barrow.
6., 8. og 22. beredne brigade, 20. brigade af hestartilleriet.
Batterierne i ørkenkolonnen bestod af fire kanoner hver.
Den 22. juni klagede Chetwode, som havde kommandoen over østlige styrke, til ekspeditionsstyrkens generalstabschef over at de regulære troppers 'bevægelser var "tunge" og ikke har noget snit over sig.' Hertil kom, at mens det anerkendte tidligere successer skrev den beredne Anzac division hovedkvarter til alle underordnede brigader den 30. juli, at alle overordnede skulle opholde sig langt fremme, så de var i en position hvor de kunne træffe oplyste beslutninger hurtigt. Overordnede blev advaret mod at lade tropperne sidde af et stykke fra fjendtlige styrker når langtrækkende ildkampe kunne vise sig ineffektive, og spild af ammunition. De blev også frarådet fra forsøg på at holde forbindelse hen over en udstrakt front, når huller i beredne troppers linje under offensive operationer ikke var vigtige, forudsat at "alle kender den generelle plan og arbejder under en kommando".
Chauvel inspicerede jævnligt Ørkenkolonnens kampenheder, hvilelejre, lejre, hospitaler, skoler og tropper under træning, ofte i en fortvogn.

### Indsættelse af tre beredne divisioner
Mens statisk skyttegravskrig fortsatte med at blive udkæmpet af infanteri i de centrale og vestlige sektioner af den befæstede linje syd for Gaza, blev de tre divisioner i Ørkenkolonnen roteret hver måned i rækkefølge til tre områder af den åbne østlige flanke. Mens en division var indsat i et aggressivt forsvar af det omstridte brede ingenmandsland ved at patruljere i retning af Hareira og Beersheba, en anden division var i reserve, under træning i bagområdet nær Abasan el Kebir. Disse to divisioner levede i bivuaker, men var klar til at rykke ud i slag på 30 minutter, mens den tredje division hvilede sig ved Middelhavskysten ved Tel el Marakeb. Divisionerne blev roteret rundt hver fire uger, hvor frontlinje divisionen marcherede til kysten efter at være blevet afløst af divisionen som var under uddannelse. Rotationen var nødvendig for at opretholde helse og moral blandt tropperne om sommeren i dette besatte land, hvis indbyggere var enten "ligeglade eller åbent fjendtlige". Denne rotation af hele enheder adskilte sig fra de rotationer indenfor enhederne, som blev anvendt i Frankrig, hvor en del af en enheds styrke gjorde tjeneste ved fronten, mens andre dele af enheden blev trænet eller hvilede ud.
Den stærkt pigtrådsbefæstede front fra Middelhavet til Shellal og Tel el Fara ved Wadi Ghazza var forlænget øst på til Gamli med en let forskanset forsvarslinje bag hvilken de fleste beredne tropper var koncentreret syd og sydøst for Gaza. Gamli blev holdt i en måned af en bereden division, som bemandede de daglige forposter, udførte omfattende patruljer og gennemførte lange rekognosceringer ind i ingenmandsland ved enden af fronten hver 14. dag. Mens en division var i ingenmandsland på rekognoscering dækkede de andre to divisioner denne indsats ved at rykke op mod henholdsvis Shellal og Abasan el Kebir.

### Rotationer
Den 25. maj fik den beredne Anzac division ordre til at 2. lette beredne brigade skulle afløses af 53. division i forsvaret af Shauth den 27. maj. Anzac divisionen blev den 28. maj afløst af den beredne imperiedivision.
 Tidligt i juli fik 4. lette berednes feltambulance ordre til at rykke ud straks ... Vi red hurtigt til Gamli overgangen og yderligere 10 km lige ud. Så tilbage til wadien, vandede og hvilede til kl. 3 næste morgen. Rykkede frem igen og var klar til indsats indtil middag, så lige tilbage til lejren kl. 16. Tog 20 heste til Khan Yunas for at hente nogle forstærkningen. En masse ridning og kommen og gåen. Jeg var glad for at få otte nye folk som bærere. Næste morgen pillede vi lejren ned, gjorde rent og flyttede til et nyt sted ved stranden og udspænde snore til hestene. Vores ikke-mobile sektion havde sluttet sig til os, så vi er alle sammen igen som en hel enhed.

 — Hamilton, 4. lette beredne feltambulance
Den beredne australske division blev afløst, som bereden støttedivision i Abasan el Kebir området, af den beredne Yeomanry division, den 21.-22. juli 1917, inden den marcherede til Tel el Marakeb.
Den 6. august udstedte Ørkenkolonnen ordrer om at den beredne Yeomanry division skulle afløse den beredne Anzac division som fremskudt division, den beredne australske division skulle afløse den beredne Yeomanry division som støtte mens den beredne Anzac division red til Tel el Marakeb. Disse afløsninger skulle gennemføres den 18. august. Mens den beredne Anzac division havde været i frontlinjen fra 4. juli til 18. august havde den udført 62 mindre operationer, heriblandt rekognosceringspatruljer, baghold og angreb på jernbanelinjen. I denne periode havde den beredne newzealandske riffelbrigade mistet to mand dræbt og 10 såret af bomber og granater.
En anden af de mange rotationer af disse tre divisioner foregik den 18. september, da den beredne australske division afløste den beredne Yeomanry division på forpostlinjen. Den 7. beredne brigade tog over efter 22. beredne brigade ved Gamli, 4. lette beredne brigade tog over fra 6. beredne brigade ved Tel el Fara, og 3. lette beredne tog over fra 8. beredne brigade ved Shellal. 3. lette beredne brigades stående natlige patruljer var på plads kl. 18. Den beredne Anzac division rykkede tilbage til Abasan el Kebir fra Tel el Marakeb for at tage over som reservedivision den 18. september og 10 dage senere inspicerede Allenby divisionen.

#### Tel el Fara
Den beredne imperiedivision havde været ved Beni Sela fra 1. til 26. maj, men fremskudt hovedkvarter ved El Gamli fra 7. maj inden den afløste den beredne Anzac division den 28. maj. 3. lette beredne brigade rykkede til Shellal med resten af den beredne imperiedivision til 3 km vest for Tel el Fara.
Den 28. maj rykkede 4. lette berednes feltambulance fra Abasan el Kebir. Da de ankom til Tel el Fara, fløj en af det tyske luftvåbens Taube fly meget lavt for at kaste bomber, mens antiluftskytskanoner beskød det. Disse enmotorede jagerfly, som blev fløjet af tyske piloter var effektive og gjorde stor skade i Palæstina. "Taube er det tyske ord for due, men for os er de mere som høge end som duer!"
 Alle graver skyttehuller hele dagen, som beordret. Hver mand og hans makker graver et to-mands hul i jorden omkring 1,2 meter dybt, som man kan sove i eller søge dækning i hvis bomberne falder for tæt på.

 — Hamilton med 4. lette beredne feltambulance ved Tel el Fara
10. lette beredne regiment i 3. lette beredne brigade gennemførte træning med Hotchkiss kanoner ved Shellal den følgende dag, hvor støvet og fluerne var "meget slemme".
Rutinen ved Tel el Fara bestod at sove fuldt påklædt, så man var klar til mønstring i mørket kl. 3.30 indtil efter daggry kl. 5 hver morgen i tilfælde af et overraskelsesangreb og mens de fremskudte patruljer var ude. Derpå tilbage og sove indtil 6.30.
 Alle officerer og mænd, inklusiv transport, kokke, oppassere m.v. skal straks sadle op, muleposer fyldt og bundet på sadlen, mænd ifører sig udstyr og er klar til at rykke med øjebliks varsel ... kuske skal give heste seletøj på, men ikke spænde for ... I tilfælde af et angreb i styrke ... skal brigaden fortsætte til Bir el Esani.

 — Ordrer for mønstring, 3. juni 1917
Selv om der var knaphed på heste ved fronten blev heste ført til vanding i Wadi Ghazza hver morgen, når man var i Tel el Fara. Hestene blev striglet og fodret tre gange om dagen, afføringen blev gravet ned for at "holde fluerne nede", og syge heste blev behandlet.

#### Abasan el Kebir
Da 3. lette beredne brigade kom tilbage efter en strategisk march til El Buqqar den 7. maj gik de i bivuak ved Abasan el Kebir. Her blev der udleveret khaki-farvede træningsshorts, og heste blev vandet ved trug, som var opstillet ved enden af vandledningen. De beredne divisioner boede her i halvpermanente bivuaker bygget af lette træhegn, dækket med græsmåtter, som var bygget over rektangulære gruber, som var udgravet for at give nogen beskyttelse under luftbombardementer. Stedet hvor 4. lette berednes feltambulance havde bivuak i maj havde "tidligere rummet en tysk maskingeværkompagni" og lå mellem mandeltræer og figenkaktusser. I maj lå 1. lette beredne og den newzealandske riffelbrigade samt den beredne imperiedivision hovedkvarter i bivuak nær Abasan el Kebir, mens 2. lette beredne og 22. beredne brigade samt to batterier artilleri og divisionens ammunitionskolonne lå i bivuak ved stranden i Tel el Marakeb, vest for Khan Yunis.
Den 17. juni var der af de oprindelige heste, som var blevet udskibet med den beredne Anzac division fra Australien og New Zealand, og havde krydset Suez-kanalen med divisionen i april 1916 følgende tilbage:
- 671 heste i 1. lette beredne brigade
- 742 heste i 2. lette beredne brigade
- 1.056 heste i den beredne newzealandske riffelbrigade

Brigadegeneralerne i divisionen var enige om at den ideelle hest var mellem 152-155 cm høj, og så nær 152 cm som muligt og skulle være stovt og tætbygget og om muligt have masser af blod.
I anden halvdel af september, mens den beredne Abzac division var ved Abasan el Kebir, blev 600 æsler tilknyttet divisionen. Æslerne ankom ved jernbanestationen, og efter at de var læsset af blev de bundet sammen fem og fem til rejsen. Med en afsiddet mand i front til at lede deres fire heste, fulgte tre mand som førte æslerne, som "bevægede sig mest i cirkler". I stedet for at følge vejen, blev æslerne ledt gennem terrænet indtil de til sidst nåede divisionens hovedkvarter, hvor de blev fordelt på en række enheder. Syv æsler blev tilknyttet hver eskadron som ridedyr eller som 'reservedele'. Den beredne newzealandske riffelbrigade spillede en slags polo på æsler og svingede med gangstokke mod en fodbold. I december, da fremrykningen havde nået de judæiske bjerge, transporterede æslerne forsyninger over ujævne stier op og ned ad stejle bakker til tropperne i frontlinjen.
Mens divisionerne lå i reserve ved Abasan el Kebir blev der gennemført skydetræning, tactiske øvelser, stabsridning, øvelsessamlinger, anti–gas metoder, håndtering og afsendelse af meddelelser med brevduer, og at blive hurtigt klart til at rykke ud på operationer. Andre aktiviteter ved Abasan el Kebir, bestod af cricket kampe og den 31. august var en bokseturnering. Den 16. oktober overrakte Allenby medaljer til officerer og mænd fra den beredne Anzac division ved Abasan el Kebir.

#### Tel el Marakeb
Ved Tel el Marakeb, omkring 30 km syd for Gaza ved Middelhavskysten, kunne mændene svømme i havet og blive underholdt af koncerter. I slutningen af juli var hele den beredne australske division optaget af surfing, sport, solbadning og svømmede med hestene hele dagen. Der var korte løb på standen, forhindringsløb, beredne redningsløb og en bereden tovtrækning. "Med 12 ryttere på hver side, afhænger alt af hestenes standhaftighed." Omfattende manøvrer og øvelser fandt sted inden de tre dage med heats og finaler. Her blev halv-permanente bivuaker bygget af "jernprofiler ... telefontråd ... og jernplader."
Chauvel inspicerede 4. lette beredne ambulance mens den var ved Tel el Marakeb i august. "Bårebærerne, alle i fint antræk, stod på linje, med deres sadeldækkener spredt ud på sandet foran dem. På hvert sadeldækken lå i samme mønster hver mands fulde udstyr i form af 25 dele, som alle var rengjort og pudsede inklusiv sadler, stigbøjler og jern, hovedtøj, vandflasker, muleposer, overfrakker, sadeltasker, kogekar osv." Fredag den 17. august rykke divisionen tilbage til El Fukhan. "Seks mand på orlov i Port Said." Den beredne newzealandske riffelbrigade ankom til Tel el Marakeb for at få 14 dage ved stranden inden den vendte tilbage til El Fukhari nær Tel el Fara.
Mens han var ved Tel el Marakeb lavede kaptajn Herrick, fra den beredne newzealandske riffelbrigade, som havde ansvaret for Hotchkiss kanontræningen, et nyt design af paksadlen til disse kanoner, så en kunne bæres midt på sadlen i stedet for i en af siderne. Brigadens beslagsmede ændrede paksadlerne i felten efter kaptajn Herricks design. Brigaden lå stadig i reserve ved Tel el Marakeb da den holdt en skydekonkurrence den 13. september.

## Den osmanniske Yildirim armégruppe aktiveres
Enver Pasha aktiverede Yildirim armégruppen (også kendt som tordenkile armégruppen), under ledelse af den tyske general Erich von Falkenhayn, i juni 1917, og forstærkede den med overskydende osmanniske enheder, overført fra Galicien, Rumænien og Thrakien.
I juli var den osmanniske styrke, som forsvarede linjen mellem Gaza og Beersheba vokset til 151.742 rifler, 354 maskingeværer og 330 stykker artilleri. Tyskerne omtalte Yildirim armégruppen som Heeresgruppe F, efter dens leder, von Falkenhayn, som overtog kommandoen i slutningen af juli 1917 med 65 tyske og 9 osmanniske stabsofficerer, hvilket i praksis afskar de fleste osmanniske officerer fra at deltage i beslutningsprocessen. Tyskland sendte 701., 702. og 703. Pasha infanteribataljoner af sted for at forstærke Yildirim armégruppen i slutningen af sommeren og begyndelsen af efteråret 1917, og de blev senere samlet i "Asien-Korps".
Svære osmanniske tab blev forårsaget af britiske artilleribombardementer. Den 15. juli, efter "fire måneder med strategiske manøvrer og en måned med område-specifik træning", gennemførte den osmanniske 7. infanteridivision under ledelse af oberst Kazim et modangreb ved Yuksek Tepe.

## Allenbys ankomst
Den nye leder af den egyptiske ekspeditionsstyrke General Sir Edmund Allenby, var ikke det første valg til posten. Jan Smuts, den sydafrikanske general var i London, hvortil han for nylig var vendt tilbage efter det delvis vellykkede Østafrikanske felttog, som blev udkæmpet mod det Tyske kejserrige. Han var Lloyd George's valg til at efterfølge Murray, men Smuts afslog fordi han mente at krigsministeriet ikke fuldt ud ville støtte felttoget i Palæstina. Der var bestemt nogen ambivalens overfor felttoget i Palæstina. Generalstaben nægtede at overføre divisioner fra Frankrig på grund af truslen om flere tyske angreb i dette område, men hverken premierminister Lloyd George eller krigskabinettet ville opgive Palæstina. De så området som det mest sandsynlige sted, hvor det Osmanniske Rige kunne blive slået ud af krigen. Dette ville isolere Tyskland og gøre det muligt at overføre britiske styrker, som på dette tidspunkt gjorde tjeneste i Mesopotamien og Palæstina til Frankrig. Desuden ramte Tysklands uindskrænkede ubådskrig især skibsfarten i Middelhavet. Den truede forsyninger og bragte uorden i postgangen,  og var på sit højeste på dette tidspunkt. De alvorlige mangler, som den britiske befolkning blev udsat for, og den fortsatte flodbølge af sårede fra Vestfronten truede med at undergrave moralen i befolkningen i Storbritannien. En sejr i Palæstina ville give de allierede et vellykket "korstog" i Det hellige Land, hvilket ville styrke moralen.
Herefter valgte krigskabinettet Allenby, lederen af den 3. armé i Frankrig, som netop havde "vundet en slående sejr ved Arras". Han var blevet udnævnt til officer i 6. (Inniskilling) dragonregiment i 1882, og gjorde tjeneste i kolonierne i Afrika - i Bechuanaland (1884–5) og Zululand (1888) ekspeditionerne. Da Boerkrigen (1899–1902) brød ud var han adjutant i 3. kavaleribrigade, og ved krigens slutning var han major. Major Allenby mødte første gang australiere under Boerkrigen, da han overtog kommandoen over en eskadrong af New South Wales Lancers udenfor Bloemfontein. Mellem 1910 og 1914 blev han forfremmet til generalmajor og udnævnt til generalinspektør i kavaleriet. I begyndelsen af 1. verdenskrig havde Allenby kommandoen over 1. kavaleridivision fra august til oktober 1914, hvor hans division spillede en afgørende rolle i tilbagetrækningen efter slaget ved Mons Ved det Første slag ved Ypres, i oktober og november 1914, var han blevet forfremmet til kommanderende general for kavalerikorpset. Han ledede 5. korps i 2. armé under det Andet slag ved Ypres i 1915, og 3. armé i slaget ved Arras i april 1917. Inden han forlod London for at rejse til Cairo, havde Lloyd George bedt ham om at erobre Jerusalem, "som en julegave til den britiske nation." Allenby ankom til Egypten den 27. juni og overtog kommandoen over det egyptiske ekspeditionsstyrke ved midnat den 28. juni for at indlede sine forberedelser til manøvrekrig.

## Ekspeditionsstyrkens operationer, juli til oktober

### Skyttegravskrig
Skyttegravslinjerne i Gaza regionen blev angrebet af begge sider i juli. Den 20. juli angreb 162. brigade fra 54. division Umbrella Hill, sydvest for Gaza, hvor de efterlod 101 døde, og tog 17 fanger, en skyttegravsmorter og et maskingevær. Dette angreb blev fulgt af et svært osmannisk bombardement med tab på over 100. Den 28. juli resterede en tilsvarende operation i et tilsvarende resultat mens luftkrigen stilnede af.

### Beredne operationer
Konstant patruljering under den "gloende hede i august", inklusiv talrige beredne rekognosceringer af Allenby, Chauvel og Chetwode, blev beskrevet af General Ludendorff i sine erindringer: "I slutningen af august rykkede store mængder engelsk kavaleri frem mod Beersheba for at komme rundt om den venstre flanke af Gaza fronten og nå vandforsyningen til Jerusalem. Dette forehavende mislykkedes." Disse faste fjortendages beredne rekognosceringer "bidrog utvivlsomt til at lulle" den osmanniske overkommando ind i falsk sikkerhedsfølelse, inden "den rigtige konfrontation fandt sted".

#### Nordøst mod Gaza-til-Beersheba vejen og Irgeig
I løbet af natten mellem 31. juli og 1. august gennemførte 7. lette beredne regiment fra 3. beredne brigade en rekognosceringspatrulje, hvor de nåede vejen mellem Gaza og Beersheba. Her angreb de en osmanniske patrulje og to en til fange.
Efter erobringen af en stærk osmanniske post nær Irgeig, hen mod slutningen af juli, demonstrerede osmanniske kavaleri i styrke fra Beersheba.
Den 8. august arbejdede No. 7 Light Car Patrol "sig rundt om fjenden mod syd" og da fjenden begyndte at trække sig tilbage, jagtedes den et stykke vej mod Irgeig og dræbte tre mand og to heste.
Kl. 19.40 om natten mellem 13. og 14. august rykkede den beredne Anzav division sammen med 18. hestartilleribrigade ind i hullet mellem de osmanniske forposter mellem Beersheba og den osmanniske hovedlinje for at sprænge en sektion af jernbanen ved Irgeig i luften. Det fremskudte hovedkvarter blev opslået ved Karm kl. 21.30, med artilleribatterier ved Goz el Basal.
6. og 7. lette beredne regiment (3. lette beredne brigade) rykkede frem til fods mod Irgeig, men var ude af stand til at nå jernbanen, og var nødt til at vende om for ikke at blive fanget i det åbne land ved daggry. En fremskudt patrulje fra det 7. lette beredne regiment rykkede frem til få meter fra skansen, for kun en enkelt vagtpost var stationeret.
Natten mellem 16. og 17. august gjorde 7. lette beredne regiment et andet forsøg på at placere en bombe på jernbanelinjen tæt på Irgeig. Omend sprængstofferne var placeret, blev kavalleristerne angrebet af en ottomansk patrulje, og støjen alarmerede alle de ottomanske enheder i området, og de var nødt til at trække sig tilbage inden sprængladningerne kunne antændes.
Den 3. august red Auckland Mounted Rifles Regiment ud til Wadi Imleih, da fremskudte patruljer sent til Khirbit Erk kom under tung beskydning fra en ottomansk stilling . Selvom denne stilling blev "spredt af vores artilleri-ild", beskød et fjendtligt fly newzealænderne med maskingeværer, imens en ottomansk kanon beskød tropperne, indtil et britisk fly dukkede op. Den nat lykkedes det 2. lette beredne brigade at nå Kh. el Sufi uden at møde modstand, før de foretog en rekognoscering langs den ottomanske jernbane. Under denne operation afbrød de telegraflinjen fra Bir Saba på Fara-vejen. før de til slut mødte en udpostlinje, og tiltrak "en kraftig riffelbeskydning".  Om natten mellem 6. og 7. august udførte 2. lette beredne brigade endnu en operation i Wadi Imleih.
Der blev i august udført bereden rekognoscering til Khirbit Erk, Bir Ifteis, og krydset mellem floddalene Hanafish og Imleih, såvel som til Inalaga-floddalen. Kommunikationen blev med succes opretholdt via radioforbindelser.

#### Sydøst til Ras Ghannam, Ruweihi og syd for Beersheba
Onsdag den 4. juli blev der gennemført en rekognoscering af området og stillingerne ved Shellal, Beersheba og Asluj. Under denne rekognoscering blev der foretog Østlige styrke en landmåling, som blev dækket af den beredne australske division med 1. lette beredne brigade tilknyttet. Under denne operation etablerede den beredne australske division et fremskudt hovedkvarter kl. 6.15 ved krydset mellem Abu Shawich til Khalasa og Fara til Beersheba vejene øst for El Buqqar, mens de tre lette beredne og den beredne brigade var indsat for at holde forskellige linjer i området. En rekognoscering blev også udført af Chauvel og "arme-chefen" i retning af Bir Saba/Beersheba, dækket af den beredne australske division.
Som følge af en rapport om at en del af linjen med osmanniske forsvarere foran Beersheba var blevet evakueret, rekognoscerede den beredne newzealandske riffelbrigade med støtte af artilleri forsvarsstillingerne ved Beersheba. Det viste sig, at de var fuldt bemandede. En måned senere, den 24. august, rekognoscerede Chauvel syd og vest for Beersheba.
Rekognosceringer blev gennemført i retning af Bir ibn Turkia, G. el Na'am, G. Itwail el Semin, Ras Ghannam og Ruweihi den 13. august, hvor Beduiner blev fanget. I løbet af dagen affyrede osmanniske batterier 53 77-mm granater, som dræbte en soldat og to beduinkvinder og sårede tre soldater.
Den 2. oktober blev der gennemført en rekognoscering af den beredne australske division, hvorunder den 4. lette beredne brigade etablerede en frontlinje, den beredne australske divisions fremskudte hovedkvarter blev opsat ved Rashid Bek med 7. beredne brigade i reserve, og 3. lette beredne brigade tog opstilling på en linje gennem Goz Sheihili. Under denne rekognoscering foretog Allenby en personlig rekognoscering til omkring 10 km syd for Beersheba, dækket af divisionen. En rekognoscering af Wadi Sufi fra Kh. el Sufi af 4. lette beredne brigades spejdere blev gennemført, under hvilken spejderne kom op imod 200 rifler, tre maskingeværer og to småkalibrede shrapnel kanoner fra en afstand af 800 m. Under denne rekognoscering blev en sergent og hans gruppe på fire mand udsat for kraftig granatbeskydning mens de opmålte brønde og cisterner og lokaliserede osmanniske dagposter og vandingssteder.
Den 18. oktober ledsagede officerer og overordnede underofficerer fra den beredne australske divisions træn en rekognoscering mod Beersheba, hvor vandingssteder blev besigtiget og genopfyldningspunkter blev udvalgt.

#### Syd på til Esani, Rashid Bek, Tel Itweil og sporet til Khalasa og Asluj
Om natten mellem 31. juli og 1. august red 2. lette beredne regiment (1. lette beredne brigade) til Bir el Esani og Rashid Bek, hvor de konstaterede at vandet ved Esani "svandt hurtigt." Det beredne Wellington riffelregiment (beredne newzealandske riffelbrigade) gennemførte en rekognoscering til Wadi Imleih da fire højeksplosive granater blev affyret i retning fra Hareira, hvilket dræbte to heste.
Den 5. og 6. august rapporterede en vand-rekognoscering af den newzealandske felttrop at Esani havde vand til mindst to divisioner. Jernbaneingeniørerne foretog en opmåling af den nordlige del af linjen hvor de nærmede sig Beersheba fra Hafir el Auja, beskyttet af newzealandske tropper.
Den beredne Yeomanry division rekognoscerede området ved Goz Lakhkeilat højderyggen den 22. august. Mens den beredne Yeomanry division foretog en rekognoscering til Khalasa området den 2. september rykkede 4. lette beredne brigade frem til El Gamli i støtte.
En 48-timers rekognoscering fra Tel el Fara blev gennemført mellem 23. og 25. september, hvor vejene og vandet i Esani og Khalasa områder blev undersøgt. Mens undersøgelsen blev gennemført etablerede 3. og 4. lette beredne brigade med 7. beredne brigade i reserve ved Rashid Bek, en linje gennem Ibn Saiid til Goz el Geleib, 6 km sydøst for Khalasa, kl. 10.30, uden at møde modstand. De trak sig tilbage kl. 16.30 efter at have afsluttet rekognosceringen.
Den 26. september dækkede 12. lette beredne regiment en særlig rekognoscering udført af ørkenkorpsets stab i området ved Tel Itweil, Esani og Khalasa og tog opstilling i en linje fra Punkt 720 til Rashid Bek kl. 9.25 uden at møde modstand. De trak sig tilbage uden hændelser da rekognosceringen var slut halvanden time senere.
Den beredne australske division modtog den 16. oktober ordre til at dække en rekognoscering den 18. oktober af 20. korps da 7. beredne brigade holdt en linje øst for Khalasa og Ibn Saiid mens 4. lette beredne og 5. beredne brigade også etablerede en fremskudt linje uden modstand. Under rekognosceringen blev osmanniske soldater observeret i en skanse nær Irgeig og en trop osmannisk kavaleri blev set i Wadi Imleih. Notts batteriet beskød jernbanen ved Irgeig, tropper og to klokketelte ved Irgeig station og en lille skanse, 2,7 km borte. De skød også med højeksplosive granater mod skyttegrave ved Punkt 630. Det blev bemærket at fjenden var mere stille under denne rekognoscering end under nogen af de tidligere.
Den 15. oktober blev 50 osmanniske kavalerister observeret ved Rashid Bek. En gruppe rykkede ud mod Punkt 630 mens to panserbiler kørte rundt om bakken og beskød 12 osmanniske ryttere på 275 meters afstand, mens de var på vej tilbage fra Imleih; men panservognene blev beskudt af osmanniske artilleri og trak sig tilbage.

#### Øst til Kasif og El Buqqar ved sporet mellem Tel el Fara og Beersheba

##### Ekspeditionsstyrkens baghold ved Kasif
I løbet af de sidste tre dage i juni rykkede omkring 100 osmanniske soldater frem for at besætte et område 2 km øst for Karm, og et baghold blev planlagt af 4. lette beredne regiment til den 1. juli. Mens to afsiddede tropper med otte Hotchkiss kanoner rykkede fra Karm til et stenbygning i Khasif ruinerne holdt en afsiddet trop Karm. De resterende to tropper, som førte heste, gik i dækning bag Goz el Basal, længere tilbage mod Tel el Fara. Tropperne i stenbygningen foretog et overraskelsesangreb på en halv-eskadron osmannisk kavaleri, som red i en kolonne af sektioner, og dræbte otte mand og tre heste. Endnu en kavalerist blev alvorligt såret og døde senere mens 25 andre sårede, som forblev til hest, undslap. En stor osmannisk styrke rykkede efterfølgende ud for at true de lette beredne, men da to eskadroner af lette beredne rykkede frem, trak osmannerne sig tilbage.
For denne operation modtog Sergent J. Gillespie Military Medal: "Denne underofficer havde ledelsen af tre sektioner og lagde ild på to tropper tyrkisk kavaleri, som beskød dele af en anden eskadron i siden, hvilket fik fjenden til at trække sig tilbage. Under hele operationer satte han et fint eksempel for sine folk." Eskadronens chefsergent R. S. Hampton blev også tildelt en Military Medal: "Han gav værdifuld assistance ved bagholdet af fjenden. Han satte et fint eksempel, og var ansvarlig for ledelsen af ildgivningen i hans gruppe." Underkorporal H. C. Robertson blev tildelt Distinguished Conduct Medal: "Han var ansvarlig for målrettet ildgivning fra en Hotchkiss kanon og stod for betydelige tab blandt fjenden." Major G. J. Rankin blev omtalt i Australian Imperial Forces in Egypt ordre nr. 10 af 16. august 1917 af Chauvel: "Ørkenkolonnens chef ønsker at hans tilfredsstillelse med det udmærkede arbejde, som en eskadron i 4. lette beredne regiment under major Rankin udførte ... da en halv eskadron tyrkisk kavaleri blev dygtigt ført i baghold og alvorligt skadet."

##### El Buqqar den 19.-20. juli
Ørkenkolonnen fik den 19. juli kl. 6.50 en meddelelse fra den beredne Anzac division om at osmanniske artillerigranater blev affyret mod jernbanen ved enden af jernbanen til Karm ved Goz Geleib. Dagspatruljerne tog afsted, men dis gjorde situationen uklar og en rapport kl. 8.20 angav at en osmannisk styrke havde besat El Buqqar med fire kanoner nær Im Siri. 2. lette beredne brigade blev beordret til at "rykke op i situationen i retning af Im Siri," og 1. lette beredne brigade blev beordret frem, mens den beredne newzealandske riffelbrigade stod klar til afgang. Det blev kl. 10.10 at omkring to regimenter kavaleri og noget infanteri holdt linjen fra El Girheir til Khasif og videre til El Buqqar, dækket af kanoner ved Imleih, som var i indsats. Den beredne Anzac divisions hovedkvarter, med newzealænderne i reserve, rykke frem til Gos el Basal, og kl. 10.15 blev den beredne australske division i Abasan el Kebir området beordret frem. Kl. 11 var den beredne Yeomanry division ved Tel el Marakeb og imperie kamelkorps brigaden blev beordret til at være klar til at rykke ud med kort varsel.
Espeditionsstyrkens luftrekognoscering rapporterede kl. 11.30, at en osmannisk brigade holdt en stilling, som strakte sig nordpå fra Um Siri til syd for El Buqqar, en anden styrke på omkring to regimenter ved Harari, og et tredje regiment ved brønden nær Sufi. I mellemtiden fortsatte osmannisk artilleri med at dække deres linje og beskød mål øst for Karm. Andetsted var 1. lette beredne brigade ved Goz Lakhleilat i forbindelse med højre side af 2. lette beredne brigade. Kl. blev den beredne australske division ved El Melek beordret til at rykke frem og omgå den osmanniske styrkes venstre flanke mens den beredne Anzac division fortsatte med at stå overfor den osmanniske styrke, der holdt sin linje. Kl. 17.30 var den osmanniske styrke rykket tilbage mod Beersheba, og holdt stadig en meget stærk stilling nær Taweil el Habari, omkring en tredjedel af vejen mellem Buqqar og Beersheba på stien mellem Tel el Fara og Beersheba, da den beredne Yeomanry division (med 5. beredne brigade tilknyttet) blev beordret til at bivuakere nær Fukhari. Imperie kamelkorps brigaden rykke til nær El Garbi, og 53. division fik ordre til at rykke en reserve infanteribrigade til El Sha'uth, for at gå i stilling mellem Jezariye, Um Ajua og El Rueibia.
Da den beredne australske division ankom til Goz Lakhleilat på den venstre flanke, havde det osmanniske kavaleri trukket sig tilbage til forskansninger, som blev forsvaret af osmanniske infanteri. Disse skanser, med kanonstillinger, strakte sig fra Girheir for til sidst at nå stillingerne ved Bir Saba/Beersheba. Den beredne australske division trak sig efterfølgende tilbage til Gamli til natten og efterlod en brigade ved Esani. Den beredne Anzac division blev beordret til at trække sig tilbage til Tel el Fara kl. 20. I løbet af natten mellem 19. og 20. juli fik den beredne Anzac division ordre til at omgå og erobre en osmannisk styrke, som var rapporteret under fremrykning mod Shellal. Efter at have redet omkring 8 km stødte 1. og 2. lette beredne brigade med støtte af den beredne newzealandske riffelbrigade på den fjendtlig styrke. Efter en artilleriduel trak den osmanniske styrke sig tilbage.
Næste morgen, 20. juli, rykkede de beredne Anzac og australske divisioner ud kl. 4, gennem Khasif for at trænge det osmanniske kavaleri tilbage, men kl. 8 var der stadig ingen tegn på usædvanlige bevægelser fra osmanniske styrker. En fange identificerede de osmanniske enheder som en del af 16. division, som nyligt var ankommet til Sheria. Han hævdede, at aktiviteten havde skyldtes at en korpschef havde gennemført en personlig rekognoscering. Andre osmanniske fanger, som var taget under operationen, var fra 6. og 8. kavaleriregiment. Under disse aktiviteter dræbte et luftbombardement mod den beredne newzealandske riffelbrigade to og sårede fem, og dræbte samtidig 14 heste og sårede 11, mens den beredne Anzac division fik tre soldater dræbt og 12 sårede. Alle ekspeditionsstyrkens enheder fik kl. 22 ordre til at vende tilbage til deres sædvanlige stillinger den 21. juli, da det område, som var blevet holdt af den osmanniske styrke viste sig at være vendt tilbage til normal.

##### Khasif, El Buqqar området
Den 9. august red 5. lette beredne brigade ud mod El Buqqar og Khasif hvor de spredte osmanniske patruljer.
Den 21. september blev osmannisk kavaleri, som havde besat punkt 720 og 620, drevet bort af seks tropper soldater fra den beredne australske division med en undersektion af en maskingeværeskadron. Den næste morgen blev divisionens patrulje udsat for stædig modstand, men til sidst trængte den 20 osmanniske soldater væk fra punkt 630.
Den 27. og 28. fortsatte dødvandet ligeså stille, men den 29. september blev osmanniske tropper, som holdt punkt 550, 630 og 720, til sidst drevet væk fra deres stillinger af den beredne australske divisions dagpatruljer, som var forstærket med to tropper og maskingeværer.
En patrulje til Khasif rapporterede kl. 8 den 1. oktober, at en eskadron osmannisk kavaleri holdt en observationspost 3 km øst for El Buqqar, på vejen mellem Tel el Fara og Bir Saba/Beersheba, mens enheder fra ekspeditionsstyrken, som holdt Abu Shawish dagen igennem blev beskudt af osmannisk artilleri.
Der blev den 8. oktober udstedt ordrer til den 5. beredne brigade om at overtage opgaven som forpostbrigade den følgende dag. Den 9. oktober blev der gennemført en mindre operation af 11. lette beredne regiment og en eskadron af 12. lette beredne regiment sammen med A batteriet fra Honourable Artillery Company, da osmanniske garnisoner på punkt 630 og punkt 720 blev beskudt af batteriet inde de lette beredne besatte de to steder. Den 11. oktober stødte man på osmanniske kavaleripatruljer øst for El Buqqar, "klædte i mørke klæder og på heste af samme præg som vore egne."
En patrulje til punkt 630 den 12. oktober blev beskudt af omkring 45 osmanniske soldater med maskingeværer inden den beredne australske divisions kanoner kom i kamp med den i ca. en halv time og til sidst tvang dem tilbage. Kl. 13.30 den følgende dag blev en patrulje til El Buqqar beskudt af 30 osmanniske soldater 1½ km nordøst for dette sted, men en rekognoscering af den beredne Anzac divisions generalstab til Esani var i gang. Den 14. oktober blev en underofficer og to mand taget til fange af osmannisk kavaleri ved punkt 720, da de forsøgte at fange en beduin, som havde skudt på dem. To tropper osmannisk kavaleri bevæbnet med lancer, sværd og rifler og iført blå og hvide trøjer og arabiske ponyer red hurtigt for at afskære og fange de tre soldater. En trop, som blev sendt frem, generobrede punkt 720, men kunne blot se det osmanniske kavaleri i det fjerne mens det trak sig tilbage mod øst.
Efter at 50 osmanniske kavalerister var set ved Rashid Bek den 15. oktober blev der lagt et baghold om natten mellem 15. og 16. oktober af to eskadroner af Gloucester Yeomanry og en sektion fra maskingeværeskadronen, som besatte de ødelagte huse på punkt 720. En officer og 20 mand blev efterladt på punkt 720, og den samme styrke besatte to hytter ved Beit Abu Taha. Det osmanniske kavaleri blev imidlertid i det fjerne indtil kl. 7.50 den følgende morgen, hvor de sædvanlige patruljer vendte tilbage til punkt 630 og 720. Da de nærmede sig blev de beskudt på tæt hold og en mand og to heste blev dræbt, mens en anden mand blev alvorligt såret. Resten af patruljen vendte om og forsvandt i galop. Da en hest blev skudt, gik rytteren tilbage under dækning af en Hotchkiss spærreild. Under denne skudveksling blev en osmannisk soldat dræbt og to taget til fange mens tre af deres heste blev dræbt. Kl. 9 rekognoscerede to panservogne El Buqqar højderyggen og fandt den tom for fjender. To tropper, som holdt punkt 630 blev tvunget til at trække sig tilbage efter at være blevet beskudt af osmannisk artilleri og beskudt med maskingeværer fra ruinerne af Kh. Imleih.
I løbet af den 19. oktober blev der observeret osmanniske poster på punkt 630, El Girheir, punkt 720 og punkt 820.

#### Buqqar angreb den 23. oktober
Den 23. oktober, da en eskadron af Gloucester Yeomanry (5. beredne brigade) rykkede frem for at besætte linjen El Buqqar, punkt 720 til Kh. Imleih til punkt 630 kl. 5, stødte de på en eskadron af fjenden, som holdt El Buqqar, med en anden eskadron med maskingeværer på punkt 720 i støtte. Mellem 5.30 og 6 blev seks motorkøretøjer med 8 mand ombord set på punkt 720. Køretøjerne trak sig tilbage ad det angribende Yeomanry dukkede frem. De osmanniske soldater, som holdt El Buqqar trak sig tilbage da de blev omgået og beskudt med maskingeværer. Kl. 7 blev de osmanniske soldater, som holdt punkt 720 og riffelstillinger besat, drevet bort med et "veludført konvergerende angreb fra to eskadroner yeomanry fra Gloucester og Warwick Yeomanry, sammen med en sektion hesteartilleri. Yeomanry enhederne besatte punkt 630 lige inden en eskadron osmanner angreb. Disse blev drevet væk med beskydning fra rifler og Hotchkiss kanoner på på tæt hold. Da en trop youmanry samtidig besatte Imleih højderyggen blev de angrebet af tre osmanniske tropper fra Wadi Hanafish. Dette angreb blev også slået tilbage med beskydning fra rifler og Hotchkiss kanoner. Begge disse osmanniske angreb blev sat i gang under dækning af højeksplosive og shrapnelgranater der kom i retning fra Irgeig og bag Bir Ifteis. Yderligere to eskadroner, som red sydøst mod Khor el Asram, blev angrebet i flanken af tre osmanniske tropper, men under dække af dårligt lys trak de sig tilbage til deres støtteeskadroner. En mand blev taget til fange, da hans hest faldt. En patrulje fra 2. lette beredne brigade Khor el Asram blev beskudt af fjenden som holdt en højderyg 13 km nord for punkt 680. Under disse operationer vedblev osmanniske styrker med at holde punkt 820 til Bir Ifteis, mens den veste del af den beredne australske divisions linje forblev rolig.

#### Permanent forpostlinje 23.-24. oktober
I slutningen af oktober 1917 var ekspeditionsstyrkens forpostlinje blevet trængt frem til en række lave bakker, som havde overblik over Wadi Hanafish. Denne permanente forpostlinje skulle etablerede fra kl. 17 den 24. oktober og holdes natten over for at dække bygningen af jernbanen til Karm da den nærmede sig Imara. Denne permanente linje skulle forhindre osmannisk feltartilleri i at skyde på byggeholdene på jernbanen, og den strakte sig fra El Buqqar gennem punkt 720 og 630 til punkt 550. Angreb på linjen ville mest sandsynligt ske omkring daggry, hvor El Buqqar linjen skulle dreje om sig selv. Hvis et sådant angreb lykkedes, skulle den osmanniske styrke straks drives væk ved et modangreb med beredne enheder, støttet af infanteri og artilleri fra El Imara og Esani.

#### Buqqar Ridge angrebet den 27. oktober
General Erich von Falkenhayn, chefen for Yildirim armégruppen, planlagde et to-trins angreb, som skulle indledes med en storstilet rekognoscering fra Beersheba den 27. oktober. Dette skulle efterfølges af et angreb om morgenen den 31. oktober 1917 af 8. armé fra Hareira.
Den storstilede rekognoscering blev gennemført af 3.000 mand osmanniske infanteri, 1.200 kavaleri og 12 kanoner, som rykkede frem fra Kauwukah stillingerne ud for Tel esh Sheria for at angribe ekspeditionsstyrkens forposter.Hovedkvarteret for den osmanniske styrke, der forsvarede Gaza-Beersheba linjen lå ved Sheria indtil juni. I juli flyttede den til Huj. De var 125. infanteriregiment (16. division) fra Tel esh Sheria og tropper fra 3. kavaleridivision fra Beersheba, under kommando af Ismet Bey, og indeholdt et infanteriregiment 27. division og 125. feltartilleri batteri.
De osmanniske angribere mødte "stædigt forsvar" fra Middlesex Yeomanry. Yeomanry tropper og eskadroner fra 8. beredne brigade, som forsvarede linjen blev angrebet tidligt om morgenen. Mens forsvarerne ved Punkt 630 ved El Girheir kunne fastholde deres stilling indtil de blev forstærket af en infanteribataljon om eftermiddagen, blev yeomanry enheden, som forsvarede Punkt 720, løbet over ende af osmannisk kavaleri, som dræbte 14 tropper sidst på morgenen inden de blev forstærket af enheder fra 3. lette beredne brigade og 53. division.

### Luftangreb
En Taube (eller 'Due', næsten sikkert Fokkers) blev beskudt med shrapnel og granater sprang tilsyneladende tæt på denm en slangelignende røgfane førte fra hver af dem mod jorden. Pludselig åbnede helvede sig for vore fødder, ud af en fredelig palmelund kom skud og granater - ikke i vores retning, og vore tropper reagerede med voldsom effekt.

 — Joseph W. McPherson, Egyptian Camel Transport Corps
Den 5. august landede et tysk fly i ørken nær Bir el Abd, da der blev gjort forsøg på at sprænge ekspeditionsstyrkens hovedforbindelselinje - jernbanen over Sinai-halvøen. Forsøget blive opdaget og stoppet af vagter. Samme dag blev et forsøg gjort på at beskadige vandledningen nær Salmana da et tysk fly landede i nærheden. Et par længder rør blev sprængt i luften inden en patrulje stoppede angrebet og tvang flyet til at lette.
I slutningen af august, efter at et fjendtligt fly havde bombet en yeomanry lejr, svarede No.1 eskadrille igen med et luftangreb mod Hareira.
Da slutningen på dødvandet nærmede sig beskrev A. B. Paterson, Officer med ansvar for erstatningsheste, en hændelse, som demonstrerede de enorme risici som piloter stod overfor:
 Vi er tæt på klimaks nu. Jeg tager hundrede hest op ad vejen, da der ikke er plads til dem på togene. Og foran mig og bag mig er der lignende grupper af heste, alle på vej mod fronten. Jeg passerer et flydepot, hvor drengene tager afsted ved daggry, hver med sin last af bomber for at smadre tyrkerne. Otte af dem lette, men af drengenes maskiner kan ikke vinde højde og han vender tilbage for at få justeret. Da han lander skynder han sig over til os og siger: 'Kom, lad os få en drink. Jeg trænger hårdt til en drink.' Jeg svarer, at det forekommer mig en smule tidligt til en drink. 'Når en mand netop har landet et fly', siger han, 'med et dusin armerede bomber under det, tro mig, så vil han have en drink. Så vi går hen og får en drink, og jeg spekulerer på hvad der kunne være sket, hvis man havde landet maskinen hårdt og fået disse bomber til at eksplodere. Disse flyvende drenge bliver prøvet, og de kommer gennem det i fin form.

 — A. B. (Banjo) Paterson, Officer med ansvar for erstatningsheste 

### Luftkampene fortsætter
Den 8. juli blev en rekognoscering med et B.E.2.e fly, som blev eskorteret af et Martinsyde og en B.E.12.a, angrebet nær Gaza af to tyske spejderfly. Mens det lukkedes B.E.2.e flyet at vende tilbage til basen blev piloten på Martinsyde-flyet dræbt da det styrtede ned, mens B.E.12.a flyet blev tvunget til at lande og piloten blev taget til fange. Den 13. juli tog to B.E.2.e fly afsted for at tage billeder, men deres eskorte nåede ikke frem til at møde dem over Esani. Efterfølgende blev et fly skudt ned, hvorved piloten og observatøren blev dræbt, mens det andet fly landede sikkert bag ekspeditionsstyrkens linjer. Den 16. juli trak et tysk spejderfly sig tilbage frem for at angribe en eskorte. Den næste dag blev et artilleriobservationsfly angrebet af et tysk spejderfly, men efter at et australsk fly afskød et helt tromlemagasin fra sit Lewis maskingevær mod det, trak det sig tilbage.
Den 3. august rapporterede et fly fra No. 1 eskadrille et fjendtligt fly på jorden nær Beersheba. Fire fly fra ekspeditionsstyrken blev sendt afsted for at bombe det den følgende morgen, bevogtet af yderligere to fly, i tilfælde af et overraskelsesangreb. Da bombeflyene nærmede sig, så de at det fjendtlige fly var en attrap, så de begyndte hurtigt at stige netop som to tyske spejderfly dykkede ud af solen for at angribe. De australske eskortfly angreb også, og de tyske fly fløj bort kort efter. Den 1. september angreb 2 Martinsyde-fly under rekognoscering over Beersheba et tysk spejderfly, som senere styrtede ned.
Forøgelsen af luftstyrken førte til at ekspeditionsstyrkens fly dominerede luftkrigen, som blev mere rolig da fotopatruljer kunne dække større områder omkring Beersheba. Nyligt ankomne Bristol jagere, fra No. 111 eskadrille demonstrerede deres større styrke fra den 8. oktober hvor adskillige af dem blev sendt ud for at vente på de sædvanlige to Albatros-spejdere, som gennemførte de tyske rekognosceringer. Et af spejderflyene blev fanget at de nye hurtigere britiske fly. Det blev ramt og tvunget til at lande. Den 15. oktober blev yderligere 3 albatrosser beskudt af britiske antiluftskytskanoner efterfulgt af et angreb fra en Bristol jager, som skød en af Albatros spejderflyene ned.

## 7. og 8. osmanniske armé aktiveres
Mens 4. armés hovedkvarter og enhederne i Syrien under Djemal Pasha fortsatte uændret i Yildirim armégruppen blev de osmanniske styrker i Palæstina reorganiseret i to arméer. Den 4. armés hovedkvarter i Palæstina under Kress von Kressenstein blev nedlagt den 26. september 1917, og seks dage senere gendannet som den nye 8. osmanniske armés hovedkvarteret, stadig under Kress von Kressenstein og stadig med ansvar for fronten i Palæstina. 7. osmanniske armé blev ledet af Fevzi Pasha efter at Mustafa Kemal havde taget sin afsked. Selv om der var tale om betydelig organisatoriske ændringer, i modsætning til reorganiseringen af ekspeditionsstyrken, ændrede de ikke den taktiske indsættelse af de osmanniske 3., 20. og 22. korps, som forsvarede linjen mellem Gaza og Beersheba.

## Afslutningen på dødvandet
Efter at have foretaget forberedende fremrykninger for at få ekspeditionsstyrkens tre korps på plads begyndte Sydlige Palæstina offensiven den 31. oktober med ekspeditionsstyrkens sejr i slaget ved Beersheba.

## Fodnoter
1. ↑  Imperial War Museum Photograph Q80044 viser en deling af osmanniske stødtropper i Palæstina i sommeren 1918 udgivet af Dr. David Nicolle i The Ottoman Army, 1914–1918 (London: Osprey Press, 1994), p. 23. Det samme foto kan ses i Perrett, Megiddo 1918, p. 30. Erickson beskriver billedet: "Mændene er iklædt velsiddende uniformer og stålhjelme i tysk stil, har underarms granatposter med stavgranater, tyske mauser-rifler og leggings. Dette enestående billede er vigtigt, fordi mændene ser ud til at være selvsikre og veltrænede, veænærede og fuldt udstyrede - et billede som helt igennem står i kontrast til vor historiske opfattelse af den osmanniske armé i Palæstina. Selv om det er farligt at generellisere ud fra Nicolles foto, er det åbenbart, at tyrkerne, i det mindste et sted, gav det høj prioritet at udvælge mænd til og vedligeholdelsen af stødtropperne." [Erickson 2007 pp. 103–4]
2. ↑  De to beredne divisioner mistede kun 750 tilsammen. [Falls 1930 Vol. 1 p. 348]
3. ↑  The Fifty-second (Lowland) Division af oberstløjtnant R. R. Thompson giver en god beskrivelse af sommerbetingelserne. [Falls 1930 Vol. 2 p. 25 note]
4. ↑  Selv om det blev sagt, at 5. beredne brigade var 'stationeret ved Ballah nær kanalen, [Woodward 2006 pp 23–4] lå brigaden ifølge Royal Gloucestershire Hussars krigsdagbog for maj 1917 ved Deir el Belah. [1st Royal Gloucestershire Hussars Yeomanry Imperial Mounted Division (5th Mounted Brigade) AWM4-9-6-4 Part 1]
5. ↑  "Jeg var ligget på en mosset blomsterbænk under en luksuriøs hæk og skrevet dette brev til forundring for skilpadder og firben, grønne biller og gyldne fugle, med lige tilstrækkelig bombardement og granatskydning til at minde mig om, at min aktuelle rolle som blid hyrde ikke er min primære. Gad el–Moula [hans oppasser] bragte mig te og småkager kl. 3.30 og mændenes rationer blev sendt ud til dem, men solen er nu gået glødende ned i havet bag træerne og sværmene af ildfluer kommer frem for at få det meste ud af deres små elektriske løgter inden den store måne står op, klare stjerner viser sig i himlen og giver plads til tykke sorte røgringe, mens andre, blegere men mere bestandige, gløder venligt uden røg, en bataljon flamingoer manøvrerer oven over, wheeling and deploying, advancing in echelon and now, at the alarms of a Turkish shell, advancing at double march in extended order towards the lake, where armies of frogs and crickets sing in rivalry, and from the direction of the camp comes the sound of a bell, the Angelus perhaps, though I think it is more likely to be the Gas Alarm, and I have not my muzzle." [McPherson 1985 p. 175]
6. ↑  Efter de to osmanniske sejre ved Gaza var den osmanniske armé "meget styrket i både styrke og moral."[Downes 1938 p. 627]
7. ↑  Ekspeditionskorpset var da rykket ud af Negev-ørkenen og ind i den frugtbare slette med sort jord i det sydlige Palæstina, som havde regelmæssig nedbør i regnperioden.[Gullett 1941 p. 491]
8. ↑  Under en bålkoncert ved Tel el Marakeb, blev denne sang om lusejagt sunget på melodien "John Peel," den beredne newzealandske riffelbrigades march. "I went down the lines the other day/When I heard a fellow in the Waikatos say/I've caught 22 which is 30 less than you/But I hope to get some sleep before the morning." [Powles 1922 pp. 118–9]
9. ↑  Patrick Hamilton var medicinsk sergent med ansvar for telt-divisionen fra 4. september til 26. oktober 1917. [Hamilton 1996 p. 52]
10. ↑  Skyttegravskrigen under dødvandet blev også sammenlignet med slaget om Gallipoli, hvor de britiske angreb på osmanniske skyttegrave var meget bekostelige. [Erickson 2001 p. 160]
11. ↑  Den 18. juni blev kl. 3.30 mønstringen aflyst, da der blev udstedt ordre om at alle enheder i stedet skulle være klar til "rykke ud med en halv times varsel." [4th Light Horse Brigade War Diary 18, 20 June 1917 AWM4-10-4-6]
12. ↑  På det tidspunkt var Hamilton ledende sergent for bærerne i 4. lette berednes feltambulance. [Hamilton 1996 p. 31]
13. ↑  Det kan have været Murrey, som besluttede formeringen af en tredje bereden division, men brigaderne ankom først efter at han var blevet tilbagekaldt. Reorganiseringen af ørkenkolonnen var afsluttet inden Allenby ankom i slutningen af måneden. [Falls 1930 Vol. 1 p. 357]
14. ↑  Den nyformerede 4. lette beredne brigade, som bestod af 4., 11. og 12 lette beredne regiment var blevet sendt i felten den 17. april 1917, lige inden det andet slag om Gaza. [Falls 1930 Vol. 1 pp. 273–4, 332] Brigadegeneral Grant overtog kommandoen over 4. lette beredne brigade den 13. september 1917. [12th Light Horse Regiment War Diary September 1917 AWM4-10-17-8]
15. ↑  7. beredne brigade, som bestod af to regimenter og Essex batteriet fra hestartilleriet, var direkte underlagt Chetwodes østlige styrkes hovedkvarter. [Wavell 1968 p. 91]
Hærtropper blev permanent tilknyttet Ørkenkolonnen. [Bou 2009 p. 165] Hærtropper omfattede også imperie kamelkorps brigaden med støtte fra den australske kamel feltambulance fra 2. juni 1917. [Bou 2009 p. 165, Downes 1938 pp. 629–30]
16. ↑  Murray havde i juni 1917 foreslået den australske regering formeringen af en femte let bereden brigade, men det var ikke muligt fordi den australske frivillige rekruttering ikke kunne tiltrække tilstrækkelig mange rekrutter på det tidspunkt. [Downes 1938 p. 628] Allenby udtalte, at General Robertson "nægtede at godkende formeringen af en femte australsk let bereden brigade, på grund af mangel på heste", selv om han hævdede, at der var heste til rådighed i Australien, og han anmodede Robertson om at genoverveje spørgsmålet. [Allenby til Robertson 19. juli 1917 citeret i Hughes 2004 p. 40]
17. ↑  Bou henviser til Chetwode og Chauvel som forfattere af denne rapport, men Chaytor og staben i den beredne Anzac division måtte have været involveret, da det et dokument fra den beredne Anzac division. [Bou 2009 p. 167]
18. ↑  Se i Hamilton 1996 p. 49 et billede af en bereden tovtrækning.
19. ↑  Erickson bemærker, at Asien-Korps "aldrig var et armé-korps". [Erickson 2001 pp. 169, 232] Asien-Korps bestod af de tre infanteribataljoner, tre maskingeværenheder og tre kavalerienheder, en artilleribataljon, en eskadrille fly til artilleriobservation, to tunge artillerisektioner, en infanteri/artilleri koordinationssektion, kommunikationstropper, motortransport og fire fly afdelinger med 8 fly i hver. [Erickson 2001 p. 169]
20. ↑  Efter en khamsin, skrev Duguid den 20. maj, "Det står i ordrerne, at endnu en postgang er gået tabt til søs. Brevet skrevet omkring slutningen af april. Det er den anden postforsendelse på en måned, som er gået tabt." [Duguid 1919 pp. 61–2]
21. ↑  Sergent Bill Cruickshank blev tildelt en Distinguished Conduct Medal. [G. Massey 2007 p. 39]
22. ↑  I medten af september var jernbanen til Karm under bygning. [Cutlack 1941 p. 75]
23. ↑  Se også skitsekortet over de osmanniske skyttegrave og en skitse af kanonstillingerne efter Desert Column War Diary AWM4-1-64-7 July 1917 Appendix 6 pp. 3–4
24. ↑  Britiske luftbardementer fremtvang flytningen til Huj. [Cutlack 1941 p. 57]
25. ↑  Det er blevet hævdet, at Yildirim armegruppen kom for sent til at gennemføre offensive operationer men lige tidsnok til at undgå en stor katatrofe da Yildirim armegruppens infanteri og kavaleridivisioner gav netop tilstrækkelige reservestyrker til at give den tyndest mulige margin for et kompetent forsvar. [Erickson 2001 p. 160]

## Eksterne kilder
- Wikimedia Commons har flere filer relateret til Dødvandet i Sydlige Palæstina
- Australian Light Horse Studies Centre Arkiveret 11. august 2011 hos  Wayback Machine
- The New Zealanders in Sinai and Palestine (officiel historie) Arkiveret 3. april 2012 hos  Wayback Machine
- Sinai campaign (NZHistory.net.nz)
- Palestine campaign (NZHistory.net.nz)
- Fotografierne fra Palæstinafelttoget Arkiveret 3. juni 2010 hos  hos Archive.is
- Den amerikanske koloni i Jerusalems fotoalbum fra Library of Congress